# Pierre Paul Rubens
« Rubens » redirige ici. Pour les autres significations, voir Rubens (homonymie).
Pierre Paul Rubens (prononcé [ʁybɛ̃s], ou [ʁybɛns] à la belge) — ou Petrus Paulus Rubens, ou Peter Paul Rubens en néerlandais, et Pietro Paolo Rubens à partir de 1608 — est un peintre anversois de l'école baroque flamande, né le 28 juin 1577 à Siegen (principauté de Nassau-Dillenbourg) et mort le 30 mai 1640 à Anvers.
Aidé par un atelier important, Rubens produit une œuvre considérable dans des genres divers. Il accepte de peindre un grand nombre de portraits mais, « d'instinct plus porté aux grands travaux qu'aux petites curiosités » comme il l'écrivait lui-même, il prête peu d'attention aux détails, qu'il ne peint pas en profondeur et dessine de quelques traits. En effet, il va travailler à un rythme extrêmement productif, réalisant 1 403 peintures selon le catalogue de Michel Jaffé. Il réalise surtout de grands projets religieux, des peintures mythologiques, et d'importantes séries de peintures historiques. Prisé des Grands pour l'érudition et le charme de sa conversation, il joue également un rôle diplomatique important à son époque et jouit d'une position sociale sans égale chez les artistes de son temps,.

## Biographie

### Enfance de Cologne et Anvers (1577-1600)

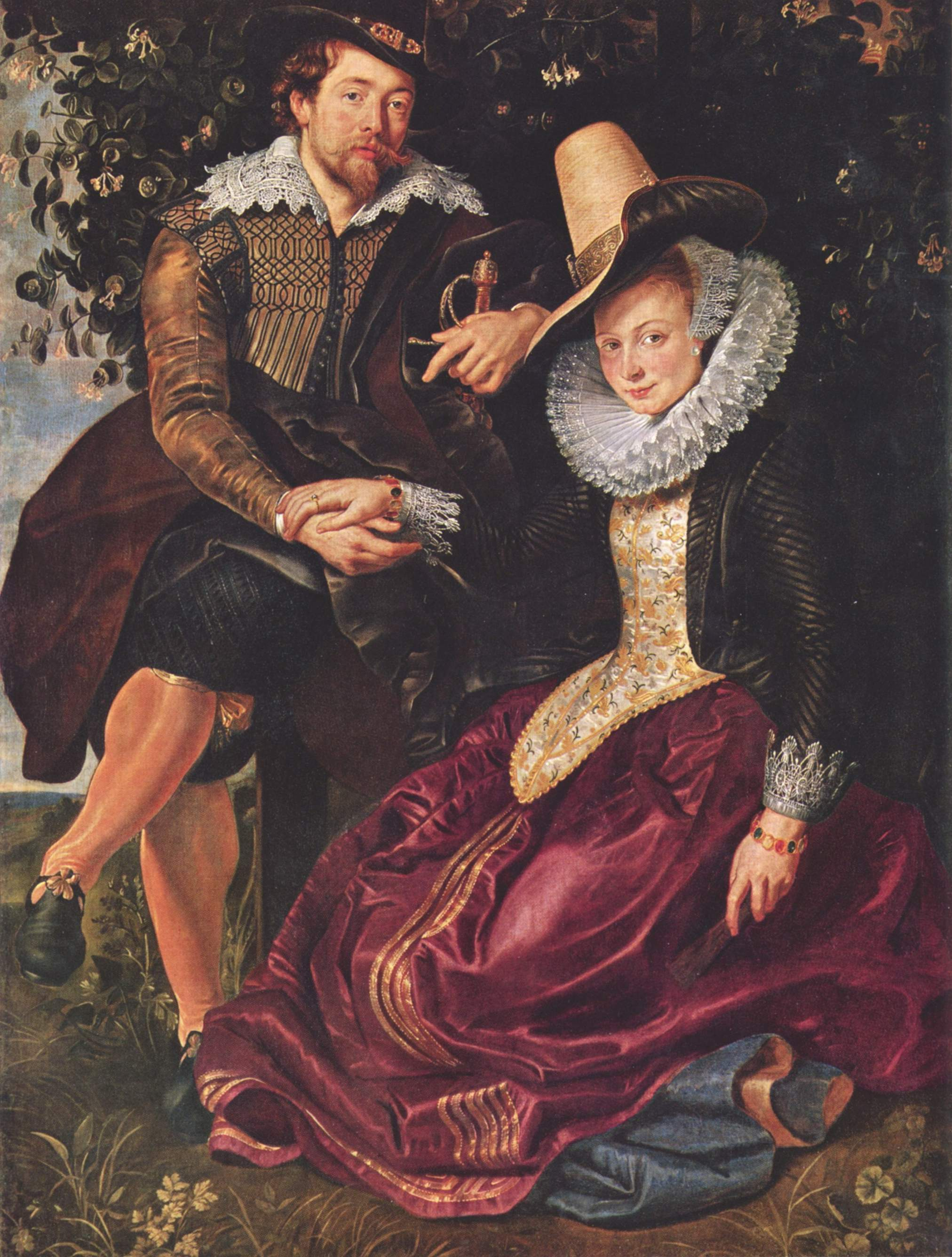
Sous la tonnelle de chèvrefeuille, tableau de Rubens avec Isabella Brant.
Munich, Alte Pinakothek.

Pierre Paul Rubens naît à Siegen en Westphalie, dans le Saint-Empire romain germanique à 300 km d'Anvers. Il est le sixième enfant de Jan Rubens (1530-1587) avocat protestant prospère nommé échevin de la ville d'Anvers en 1562, et de Maria Pypelinckx (1537-1608), fille d'un marchand de tapisseries. Ses parents ont quitté Anvers (Pays-Bas espagnols) en 1568 pour échapper à la persécution des protestants dans les Pays-Bas espagnols par le duc d'Albe durant la révolte des gueux, Jan Rubens étant soupçonné de sympathie calviniste. Jan Rubens devient le conseiller légal de Guillaume d'Orange et s'installe ainsi à la cour de Siegen en 1570. Du fait de sa relation avec Anne de Saxe, seconde épouse de Guillaume d'Orange avec qui il a une fille, Christine von Diez (que Guillaume ne reconnaîtra pas), née le 22 août 1571, Jan Rubens est emprisonné au château de Dillenburg jusqu'en 1573, sa libération étant due à l'intervention de sa femme.
Après sa naissance à Siegen, la famille s'installe à Cologne en 1578, où elle vit jusqu'à ce que Pierre Paul ait 11 ans. Ayant abjuré le protestantisme pour le catholicisme, Jan Rubens a probablement fait baptiser son fils dans la foi catholique avant sa mort en 1587. En 1589, deux ans après la mort de son père, Maria et ses trois enfants Pierre Paul, Blandine (1564-1606) et Philippe (1574-1611) rentrent à Anvers. Sa marraine est Christine d'Épinoy, comtesse de Lallaing et épouse du gouverneur de Tournai, où il entre comme page après ses études dans l'École Latine de Rumoldus Verdonck où il apprend le latin et le grec. C'est chez sa marraine que Rubens commence à copier les tableaux présents chez elle notamment des Véronèse, en abandonnant ses espoirs de robe d'avocat et d'armes.
Beaucoup de ses tableaux représentent des sujets religieux et Rubens est d'ailleurs devenu plus tard l'une des principales voix du style pictural de la Contre-Réforme catholique.
À Anvers, il reçoit une éducation humaniste, étudiant le latin et la littérature classique. À l'âge de 14 ans, il est placé en apprentissage de 1589 à 1598, d'abord chez le peintre Tobias Verhaecht, puis chez quelques peintres éminents de son époque, entre autres Adam van Noort et Otto van Veen. Une grande partie de sa formation initiale est consacrée à copier les œuvres d'artistes anciens, telles que des xylographies de Holbein le Jeune et des gravures de Marcantonio Raimondi d'après Raphaël. Lorsqu'il eut achevé sa formation, il entre en 1598 à la guilde de Saint-Luc comme maître indépendant.

### Séjour en Italie (1600-1608)

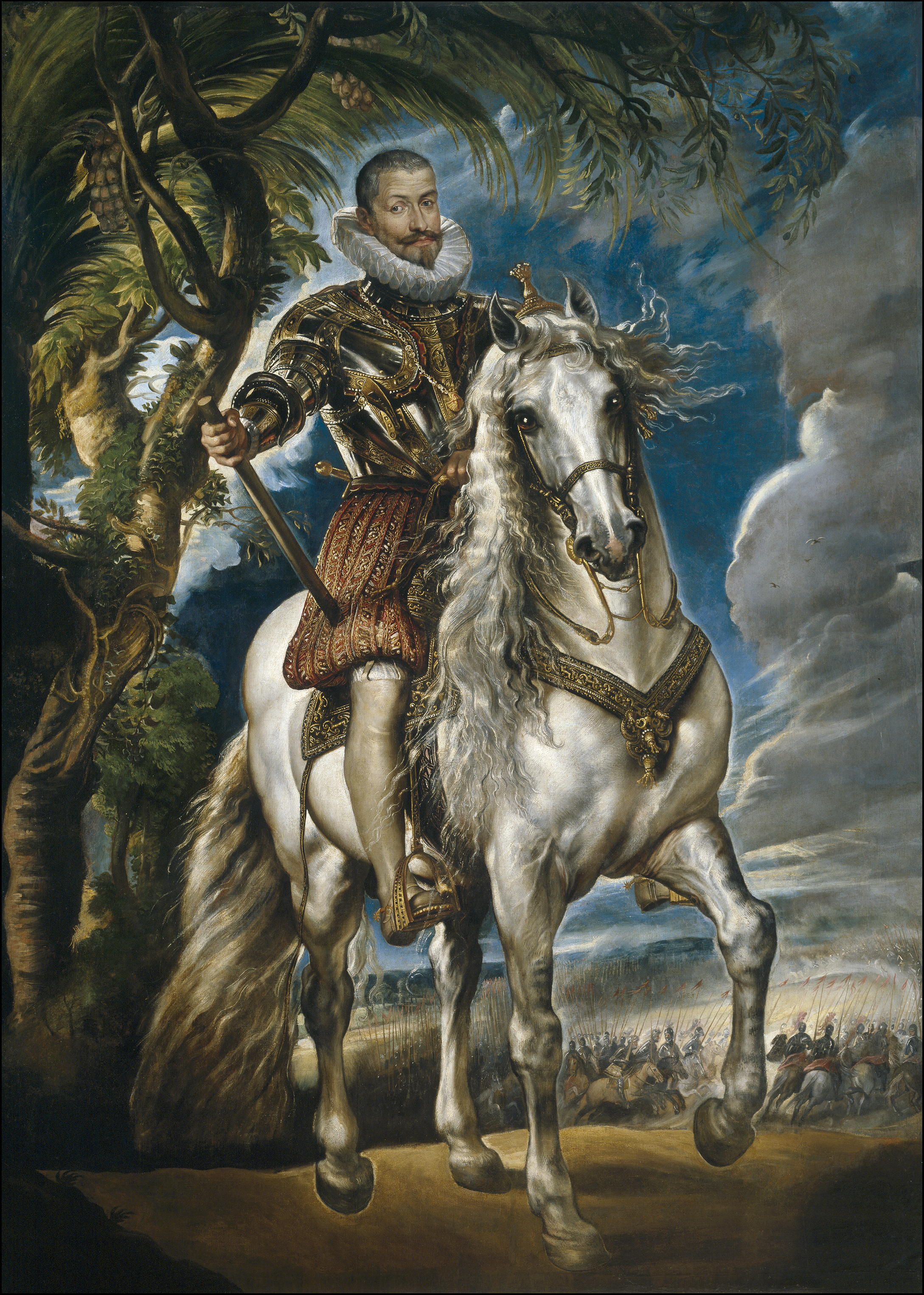
Portrait équestre du duc de Lerme, 1603,
huile sur toile,, Madrid, musée du Prado.

Sur les conseils de ces peintres éminents, Rubens part pour l'Italie de 1600 à 1608 pour étudier les œuvres de la Renaissance. Il séjourne notamment à Gênes, Mantoue, Venise et Rome où il assimile les divers styles et copie les œuvres de Raphaël, du Caravage, et surtout du Titien dont il retient la fougue du coloris. Il s'installe ensuite dans la ville de Mantoue, sous la protection du cardinal Montalto au service du duc Vincent de Gonzague chez qui il devient peintre de cour. Grâce au soutien financier du duc, Rubens peut voyager à Rome en passant par Florence en 1601. Là, il étudie l'art classique grec et romain et il réalise des copies de grands maîtres italiens. Il est particulièrement influencé par la sculpture hellénistique Le Groupe du Laocoon, mais aussi par les œuvres d'art de Michel-Ange, Raphaël et Léonard de Vinci. Il est également influencé par les peintures plus modernes et naturalistes du Caravage dont il copie d'ailleurs plus tard le tableau La Mise au tombeau tout en recommandant à son protecteur, le duc de Gonzague, d'acheter une autre œuvre de cet artiste, La Mort de la Vierge, aujourd'hui conservée au Louvre. Il intervient pour inciter l'acquisition de La Madone du rosaire pour l'église dominicaine d'Anvers, et qui est aujourd'hui au musée d'Histoire de l'art de Vienne. Durant son premier séjour à Rome, Rubens réalise son premier chef-d'œuvre, Sainte Hélène à la Vraie Croix pour la basilique Sainte-Croix-de-Jérusalem.

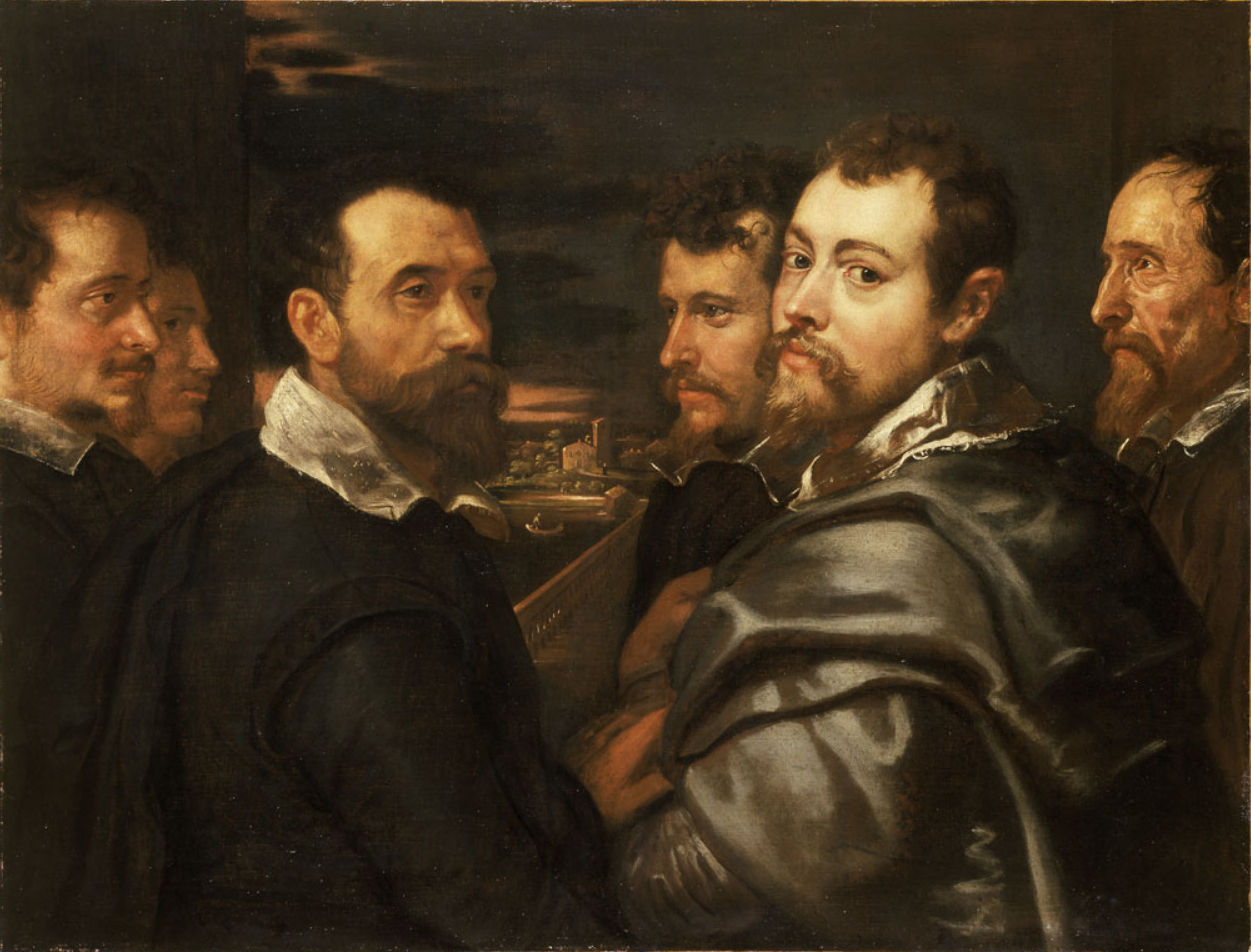
Autoportrait dans un cercle d'amis de Mantoue, c. 1604.

En 1603, Rubens voyage en Espagne pour une mission diplomatique, apportant avec lui des cadeaux du duc de Gonzague à la Cour du roi Philippe III d'Espagne. Durant son séjour, il étudie l'impressionnante collection d'œuvres de Raphaël et du Titien que Philippe II avait rassemblée. Il réalise également un portrait équestre du duc de Lerme qui illustre bien l'influence des œuvres du Titien. Ce voyage est le premier des nombreux voyages qu'il effectua durant sa carrière et pendant lesquels il mêle l'art et la diplomatie.
Il retourne en Italie en 1604, où il reste pendant les quatre années suivantes, d'abord à Mantoue, puis à Gênes et à Rome où il s'illustre dans la peinture religieuse, des scènes mythologiques et de portraits. À Gênes, Rubens peint de nombreux portraits tels que le Portrait de Brigida Spinola Doria conservé à la National Gallery de Washington, et le Portrait de Maria Serra Pallavicino, dans un style qui influence plus tard des artistes tels que Van Dyck, Reynolds et Gainsborough. Il rédige également un livre illustré sur les palais de la ville qui est publié en 1622 sous le nom de Palazzi di Genova. De 1606 à 1608, il demeure principalement à Rome et, pendant cette période, Rubens obtient, avec l'aide du cardinal Jacopo Serra (frère de la princesse Maria Pallavicini), sa plus importante commande à l'époque pour le maître-autel de la nouvelle église en vogue, la Chiesa Nuova également appelée Santa Maria in Vallicella.

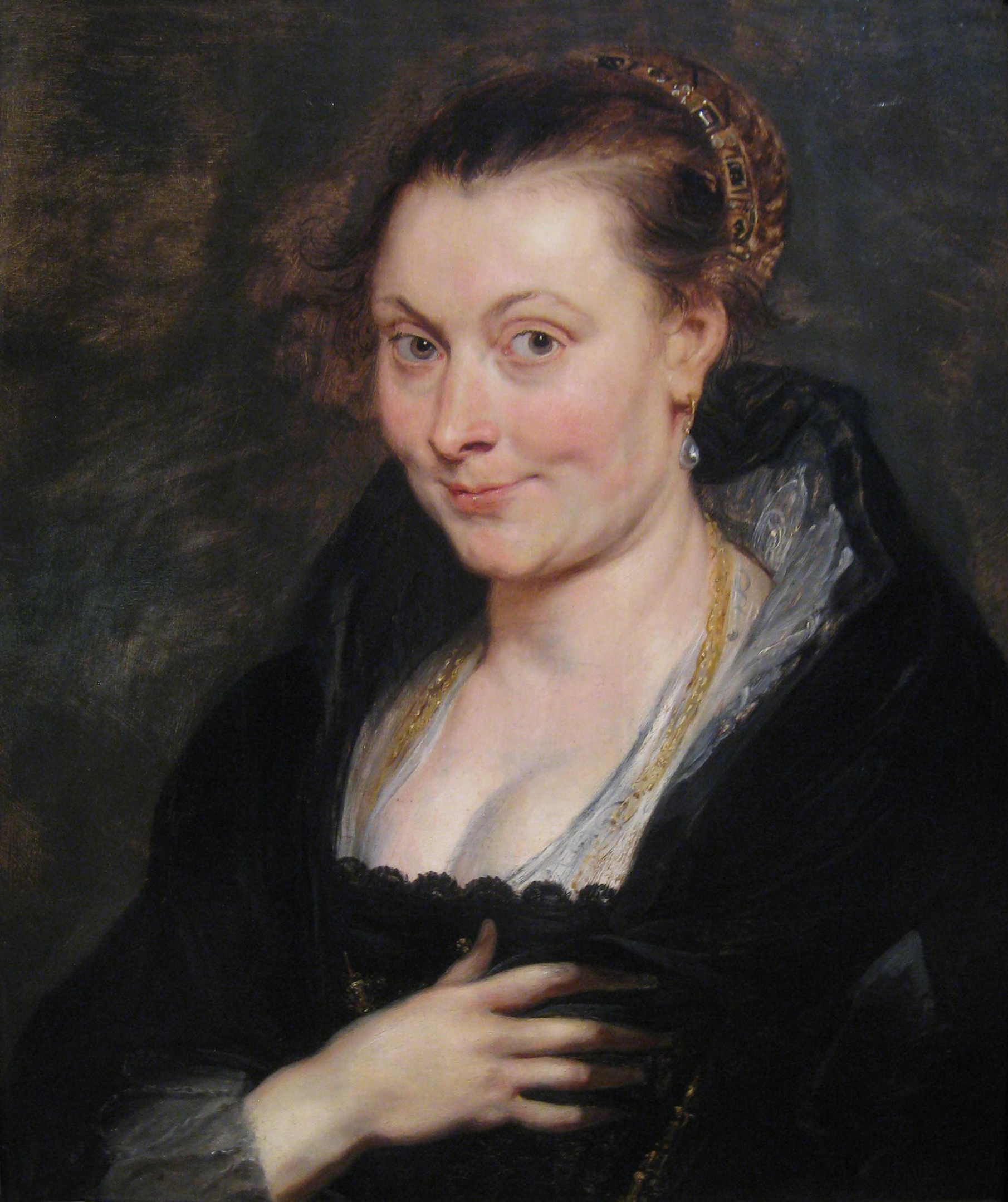
Isabella Brant, 1620-1625, Cleveland Museum of Art.

Le sujet en est le pape Grégoire le Grand ainsi que des saints locaux majeurs adorant l'icône de la Vierge et l'Enfant. La première version de ce tableau est une toile qui est actuellement au musée des Beaux-Arts de Grenoble, et qui est immédiatement remplacée par une seconde version sur trois panneaux en ardoise représentant l'image miraculeuse de la Santa Maria in Vallicella qui est montrée au public lors des fêtes religieuses grâce à un couvercle en cuivre amovible, également peint par l'artiste.
L'expérience italienne de Rubens continue à influencer son travail et il continue à écrire de nombreuses lettres et correspondances en italien. À son retour à Anvers en décembre 1608 où sa mère agonise, le souvenir de l'Italie se perpétue également dans sa signature, qui ne changera jamais : « Pietro Paolo Rubens ». Ses voyages lui ont également permis de comprendre le français, l'allemand, l'italien, l'espagnol et le latin.

### Retour à Anvers (1609-1621)
En 1608, apprenant que sa mère est malade, Rubens décide de quitter l'Italie pour la rejoindre à Anvers, mais elle meurt avant qu'il n'arrive. Son retour coïncide avec une période de prospérité dans la ville, grâce à la signature du Traité d'Anvers en avril 1609 qui met fin à la guerre entre l'Espagne et les Provinces-Unies et ouvre une période de trêve de douze ans. En septembre 1609, Rubens est nommé peintre officiel de la cour d'Albert et Isabelle, souverains des Pays-Bas de 1609 à 1621. Il reçoit la permission spéciale d'installer son atelier à Anvers plutôt qu'à la Cour de Bruxelles, mais aussi de travailler pour d'autres clients que les seuls souverains. Cette période de prospérité et l'ouverture de son grand atelier ainsi que celui de Jacob Jordaens lancent ce que l'on appellera l'École d'Anvers. Il reste proche de l'archiduchesse Isabelle jusqu'à sa mort en 1633, et on fait appel à lui comme peintre, mais aussi comme ambassadeur et diplomate. Rubens cimente encore plus ses liens avec la ville lorsque, le 3 octobre 1609, il épouse Isabella Brant, fille de Jan Brant, citoyen d'Anvers influent et humaniste. De cette union naissent trois enfants : Serena (1611), Albert (1618) et Nicolas (1619).

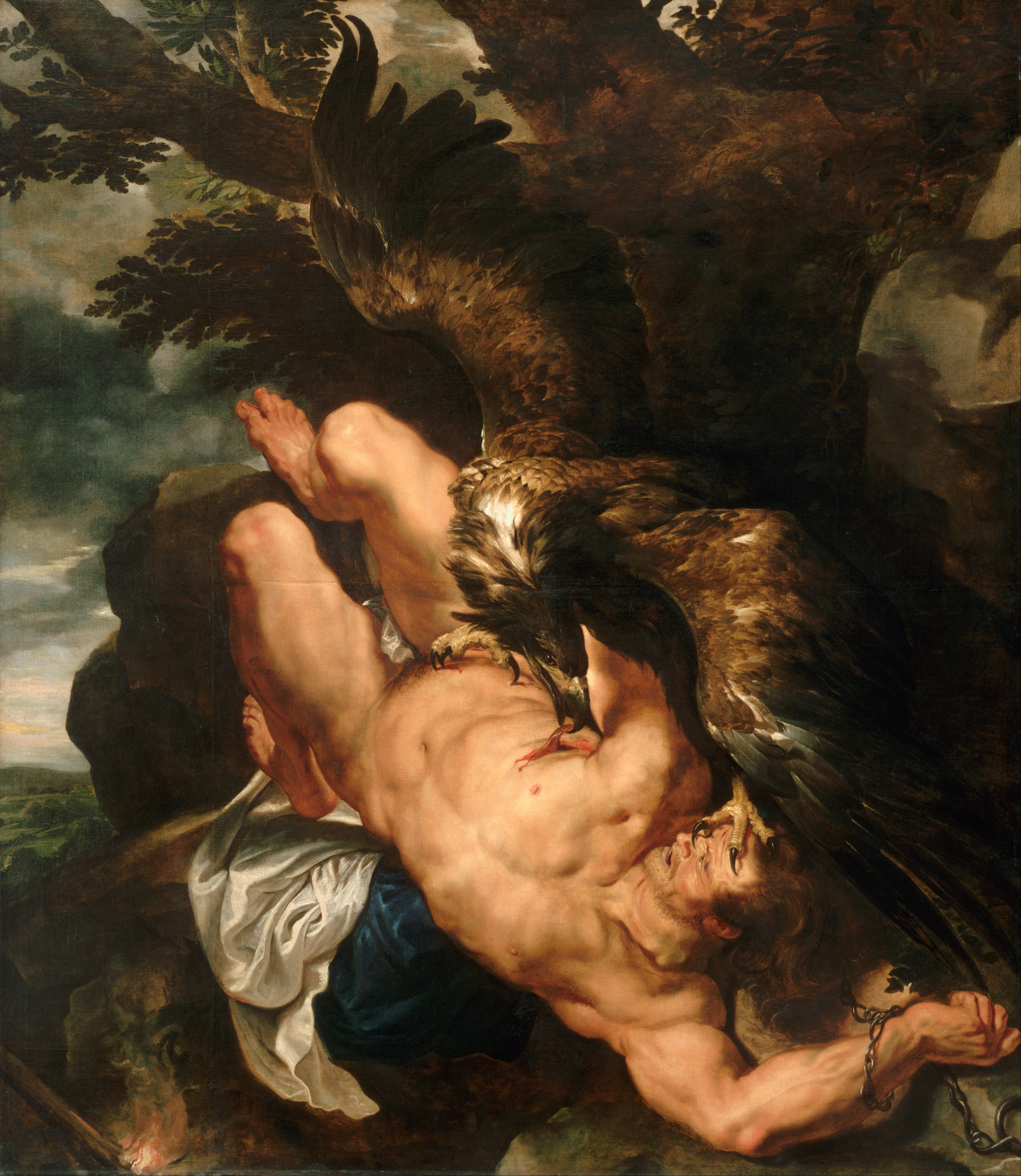
Prométhée supplicié œuvre réalisée entre 1611 et 1612 avec la collaboration de Frans Snyders, Philadelphia Museum of Art.

En 1610, Rubens déménage dans une nouvelle demeure, palais qu'il avait fait construire et où il vécut une grande partie de sa vie, la Rubenshuis, actuellement devenue musée. La villa, d'influence italienne, abrite son atelier où lui et ses apprentis réalisent la plupart des peintures de l'artiste, et qui abrite également sa collection d'art personnelle ainsi qu'une des bibliothèques les plus vastes d'Anvers. Durant cette période, il développe son atelier en accueillant de nombreux élèves et assistants. Son élève le plus connu est alors Antoine van Dyck, qui devient rapidement le principal portraitiste flamand et qui collabore fréquemment avec Rubens. Il travaille également avec plusieurs autres artistes actifs dans la ville, notamment le peintre animalier Frans Snyders qui contribue à réaliser l'aigle dans le tableau Prométhée supplicié, mais aussi son excellent ami, le peintre de fleurs Jan Brueghel l'Ancien.

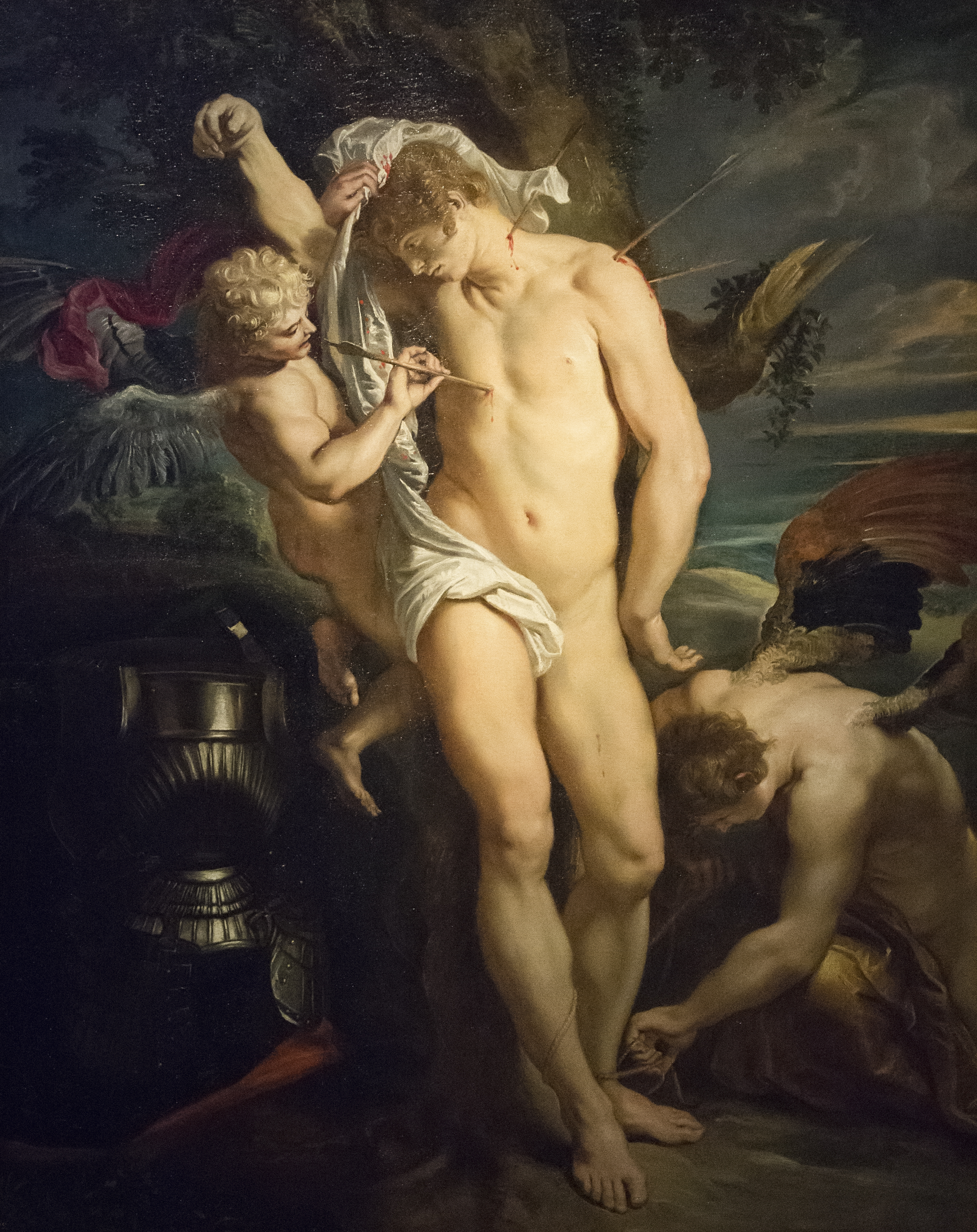
Saint Sébastien secouru par les anges peint après 1604, à la Rubenshuis.

Rubens fait également bâtir une autre maison au nord d'Anvers dans le village de Doel, à côté de l'église. Cette demeure, appelée De Hooghuis (la grande maison), est construite entre 1613 et 1643, et constitue sans doute un investissement.
C'est à cette période que Rubens compose des chefs-d'œuvre tels que L'Érection de la croix (1610) et La Descente de Croix (1611-1614) pour la cathédrale Notre-Dame d'Anvers, peintures qui contribuent à faire de Rubens un peintre flamand de premier ordre peu de temps après son retour. L'Érection de la croix, par exemple, illustre la synthèse faite par l'artiste entre La Crucifixion du Tintoret pour la Scuola Grande de San Rocco de Venise et les personnages dynamiques de Michel-Ange. Cette œuvre est en outre considérée comme un des premiers exemples de l'art religieux baroque.
À partir de 1616-1617, il recrute les meilleurs graveurs de son temps, en mesure de traduire sur papier sa verve picturale, afin d'étendre sa renommée dans toute l'Europe. Exigeant sur leur qualité, il supervise, corrige et en valide l'exécution. À partir de 1619, il obtient un privilège dans les Pays-Bas espagnols et en France, puis dans les Provinces Unies (1620-1627), lui permettant de contrôler la diffusion de ses estampes et d'en tirer un bénéfice. Il fait réaliser des estampes et des couvertures de livres, surtout par l'imprimerie plantinienne de Balthasar Moretus le Jeune. À l'exception de quelques eaux-fortes remarquables, il fait seulement les dessins en laissant la réalisation des estampes à des spécialistes, tels que le graveur flamand Lucas Vorsterman. Il fait appel à un certain nombre de graveurs formés par Hendrik Goltzius et il conçoit également la dernière méthode de gravure sur bois avant que cette technique ne se renouvelle au XIXe siècle. Rubens instaure aussi un droit d'auteur pour ses copies, notamment en Hollande où son travail est alors largement reproduit, mais aussi en Angleterre, en France et en Espagne.

### Cycle de Marie de Médicis et missions diplomatiques (1621-1630)

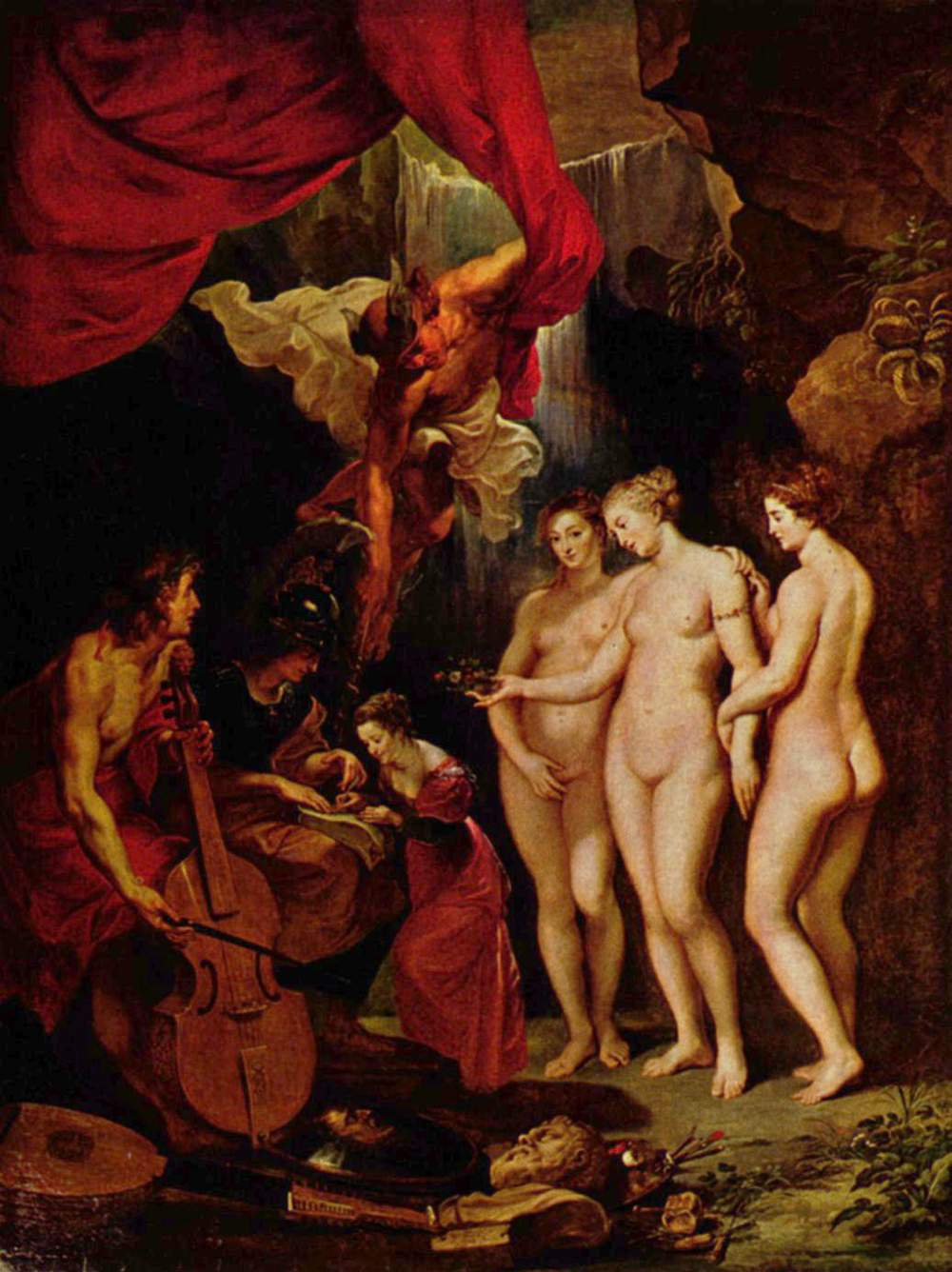
L'Éducation de Marie de Médicis peint de 1621 à 1625 pour le Palais du Luxembourg, Paris.

Après la mort de l'archiduc Albert d'Autriche, Rubens continue à être le peintre officiel de la Cour de l'Infante Isabelle d'Autriche de 1621 à 1633. En 1623, Rubens perd sa fille Serena qui meurt alors qu'elle n'avait que 12 ans et trois ans plus tard, en 1626, son épouse, Isabella Brant meurt de la peste à l'âge de 34 ans.
En 1621, la reine de France Marie de Médicis lui demande de réaliser deux grands cycles allégoriques célébrant sa vie et celle de son défunt mari, le roi Henri IV, pour décorer la Galerie Médicis du Palais du Luxembourg à Paris. Rubens achève le Cycle de Marie de Médicis en 1625 qui est actuellement exposé au musée du Louvre, mais il ne peut pas terminer celui d'Henri IV. Marie de Médicis est exilée de France en 1630 par son fils, Louis XIII, et elle décède en 1642 dans la même maison de Cologne où Rubens avait passé son enfance.
Parallèlement, après la fin de la Trêve de douze ans en 1621, l'empereur et archiduc d'Autriche Ferdinand II de la maison de Habsbourg confie à Rubens un certain nombre de missions diplomatiques. Par exemple, lorsque le roi de Pologne Ladislas IV Vasa arrive à Bruxelles le 2 septembre 1624 à l'invitation personnelle de l'Infante Isabelle d'Autriche, l'ambassadeur français à Bruxelles écrivait : « Rubens est là pour faire le portrait du prince de Pologne, sur ordre de l'Infante »,.

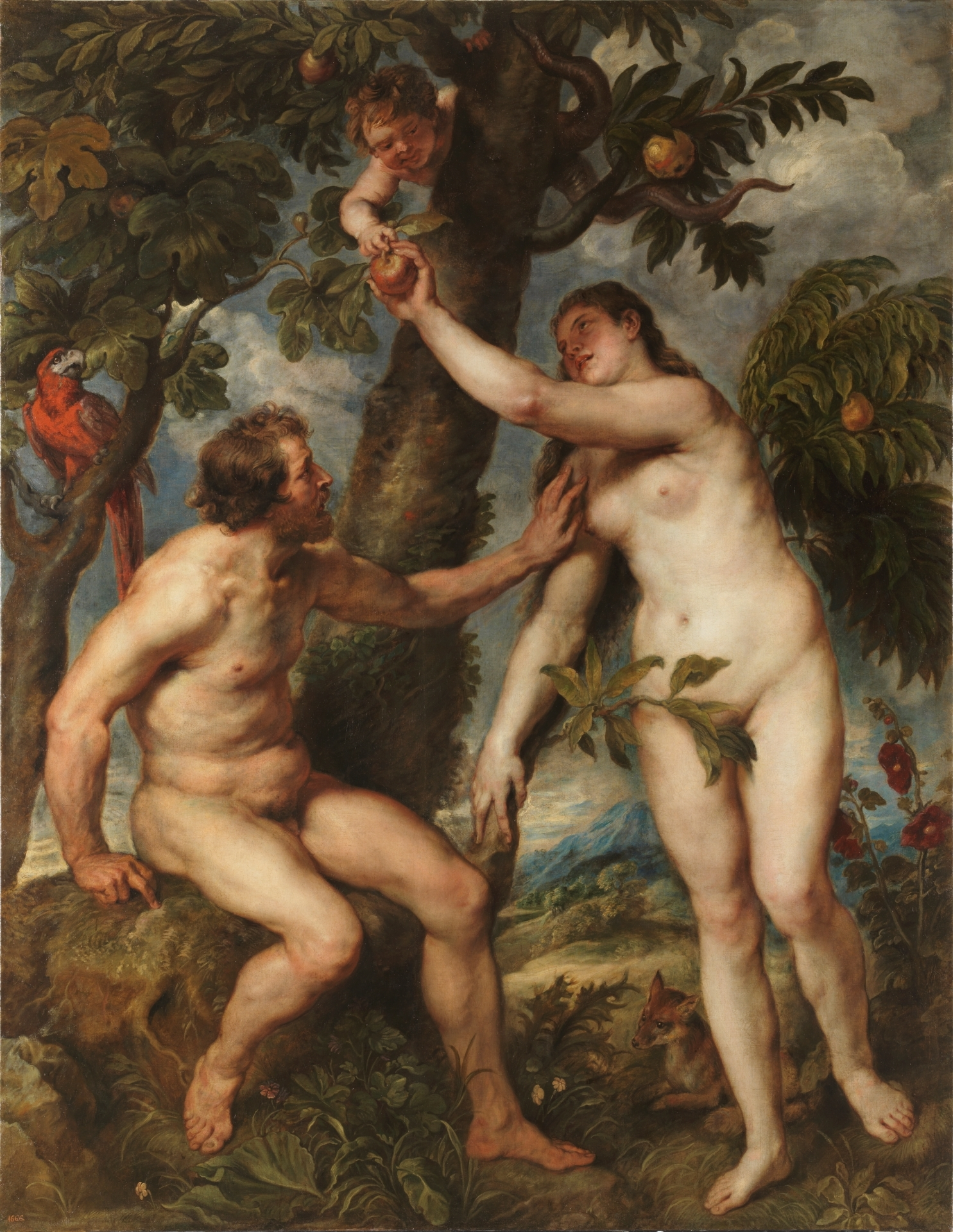
Adam et Ève (1628–29), peinture que Rubens copia sur un tableau du Titien.

Entre 1627 et 1630, la carrière diplomatique de Rubens est particulièrement active. Il voyage entre les Cours d'Espagne et d'Angleterre, essayant de ramener la paix entre les Pays-Bas espagnols et les Provinces-Unies.
En 1624, Rubens est d'ailleurs anobli en tant que « noble de la maison de la sérénissime infante » par Philippe IV d'Espagne et plus tard, en 1630, fait chevalier par le roi Charles Ier d'Angleterre pour le récompenser de ses efforts diplomatiques à faire aboutir un traité de paix entre l'Espagne et l'Angleterre au sujet des Pays-Bas espagnols et des Provinces-Unies. En remerciements, Rubens reçoit également de Charles Ier son épée que lui avait remise le parlement anglais. Celle-ci fut conservée par sa descendance, la famille van der Stegen de Schrieck, qui en fit don à La fondation Roi Baudouin. L'épée est exposée au Grand Curtius.
Il fait également plusieurs déplacements au nord des Pays-Bas tant pour des raisons artistiques que diplomatiques.
Rubens passe huit mois à Madrid en 1628-1629. En plus des négociations diplomatiques, il réalise plusieurs œuvres majeures pour Philippe IV ainsi que pour des commanditaires privés. Il entreprend également une étude renouvelée des peintures du Titien, copiant plusieurs de ses toiles; dont Adam et Ève (1628–29) Durant son séjour en Espagne, il se lie d'amitié avec le peintre de cour Vélasquez et tous deux projettent de voyager ensemble en Italie. Cependant, Rubens doit revenir à Anvers et Vélasquez fait le voyage sans lui.
Son séjour à Anvers est assez court et il se rend assez vite à Londres où il demeure jusqu'en avril 1630. L'une des œuvres majeures qu'il réalise à cette période est l'Allégorie sur les bénédictions de la paix réalisée en 1629 et qui est actuellement exposée à la National Gallery de Londres. Ce tableau illustre l'immense intérêt que Rubens portait à la paix et il le donna au roi Charles Ier en guise de présent.
Pendant que la réputation internationale de Rubens auprès des collectionneurs et de la noblesse étrangère continue à croître au cours de cette décennie, l'artiste et son atelier ont également continué à réaliser des peintures monumentales pour des clients locaux d'Anvers. L'Assomption de la Vierge achevée en 1626 pour la cathédrale d'Anvers en est un très bon exemple.

### Fin de vie (1630-1640)

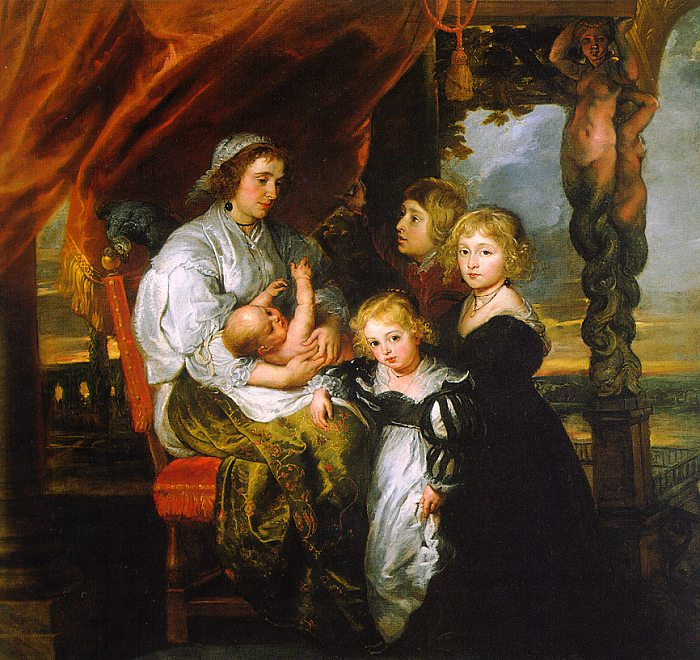
Deborah Kip et ses enfants, 1630, National Gallery of Art, Washington, États-Unis.

Rubens passa les dix dernières années de sa vie à Anvers. Sur un plan artistique, il obtint de nouvelles commandes des Habsbourg et il continua à travailler pour des clients étrangers, en réalisant par exemple les peintures des plafonds de la Maison des banquets du palais de Whitehall, mais il a aussi exploré d'autres voies artistiques plus personnelles, composant des paysages, tel que le Paysage à l'arc-en-ciel (1635, musée du Louvre, Paris) et des œuvres plus intimes ainsi que des portraits de sa femme, de ses enfants et de la famille des Moretus-Plantin (musée Plantin-Moretus).

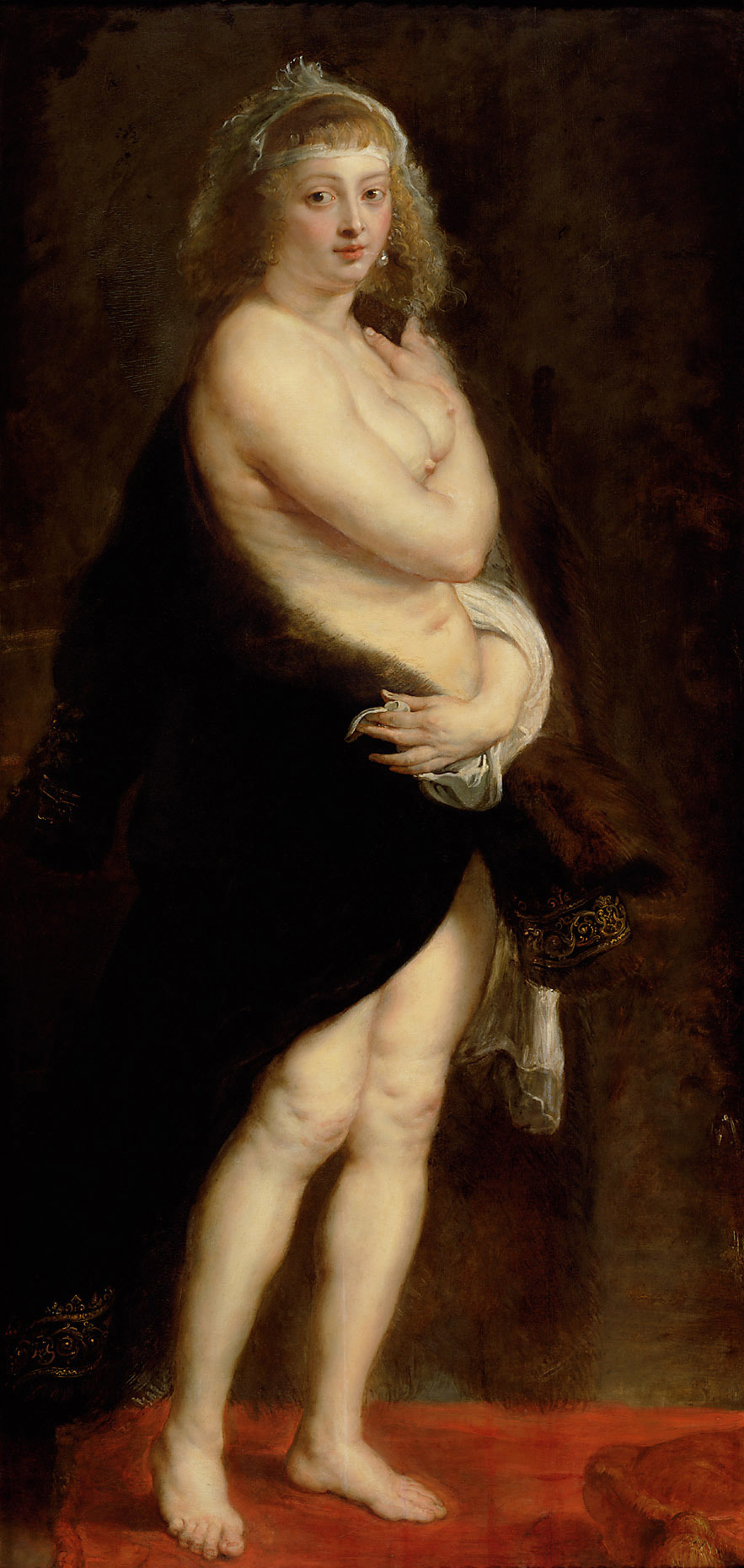
Hélène Fourment ou La Petite Pelisse, (Het Pelsken), c. 1638 Kunsthistorisches Museum, Vienne.

En 1630, quatre ans après la mort de sa première épouse, il se maria à Hélène Fourment qui avait 16 ans à l'époque alors que Rubens avait 53 ans. De cette seconde union, il eut quatre enfants : Clara Johanna, François, Hélène et Pierre Paul (Hélène Fourment et deux de ses enfants) et (Hélène Fourment au carrosse). La famille s'installa en 1635 dans le Château Het Steen situé à Elewijt dans l'actuelle Belgique. Hélène Fourment fut une source d'inspiration pour Rubens dans sa représentation de personnages voluptueux que l'on retrouve dans plusieurs de ses peintures telles que La Fête de Vénus exposée au musée d'Histoire de l'art de Vienne, ou encore Les Trois Grâces et Le Jugement de Pâris toutes deux au musée du Prado de Madrid. Rubens réalisa également plusieurs toiles représentant son épouse comme Hélène Fourment en robes de noces (Pinacothèque de Munich), Hélène Fourment sortant du bain (ou La Petite Pelisse -musée de Vienne) mais aussi Hélène Fourment et ses enfants et Hélène Fourment au carrosse (toutes deux au Louvre).
En 1636, il devint peintre officiel de la cour des Pays-Bas espagnols gouvernée par le cardinal Ferdinand, infant d'Espagne. C'est à cette même période que Rubens peint Le Jugement de Pâris, directement élaboré à partir du Jugement de Pâris de Raphaël, gravé par Raimondi. La seule différence est que Rubens s'inspire de l'œuvre vue en miroir.

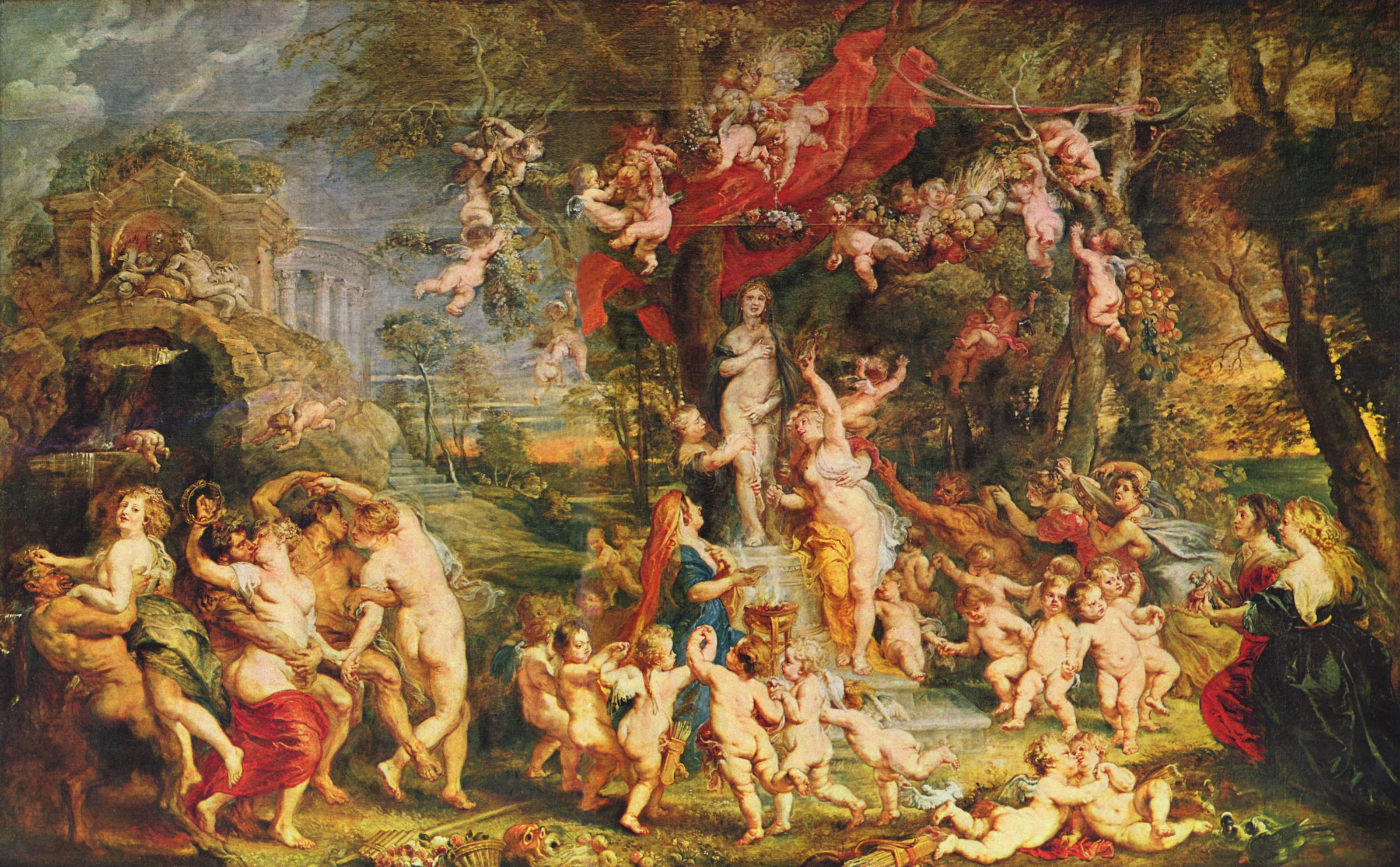
La Fête de Vénus (vers 1635), huile sur toile,, musée d'Histoire de l'art de Vienne.

Un an avant, Charles Ier d'Angleterre lui avait confié la réalisation du plafond peint de la Maison des banquets au palais de Whitehall conçu par l'architecte Inigo Jones. Mais sa commande la plus importante fut celle de soixante toiles pour la décoration du pavillon de chasse de Philippe IV d'Espagne, la Tour de la Parada, pour lesquelles il s'inspira de l'ouvrage d'Ovide, les Métamorphoses.
Par ailleurs, lorsque Marie de Médicis connut son ultime exil, c'est Rubens qui la recueillit et qui la protégea jusqu'à sa mort. Elle finit d'ailleurs sa vie, deux ans après la mort du peintre, dans la maison natale de celui-ci.
De son côté, Rubens tombe malade du fait sa goutte chronique, son état s’aggrave et il finit par s'éteindre le 30 mai 1640, laissant derrière lui huit enfants, trois avec Isabella et cinq avec Hélène, son plus jeune enfant étant né trois mois avant son décès. Il est enterré à l'église Saint-Jacques (Sint-Jacobskerk) d'Anvers.

## Postérité

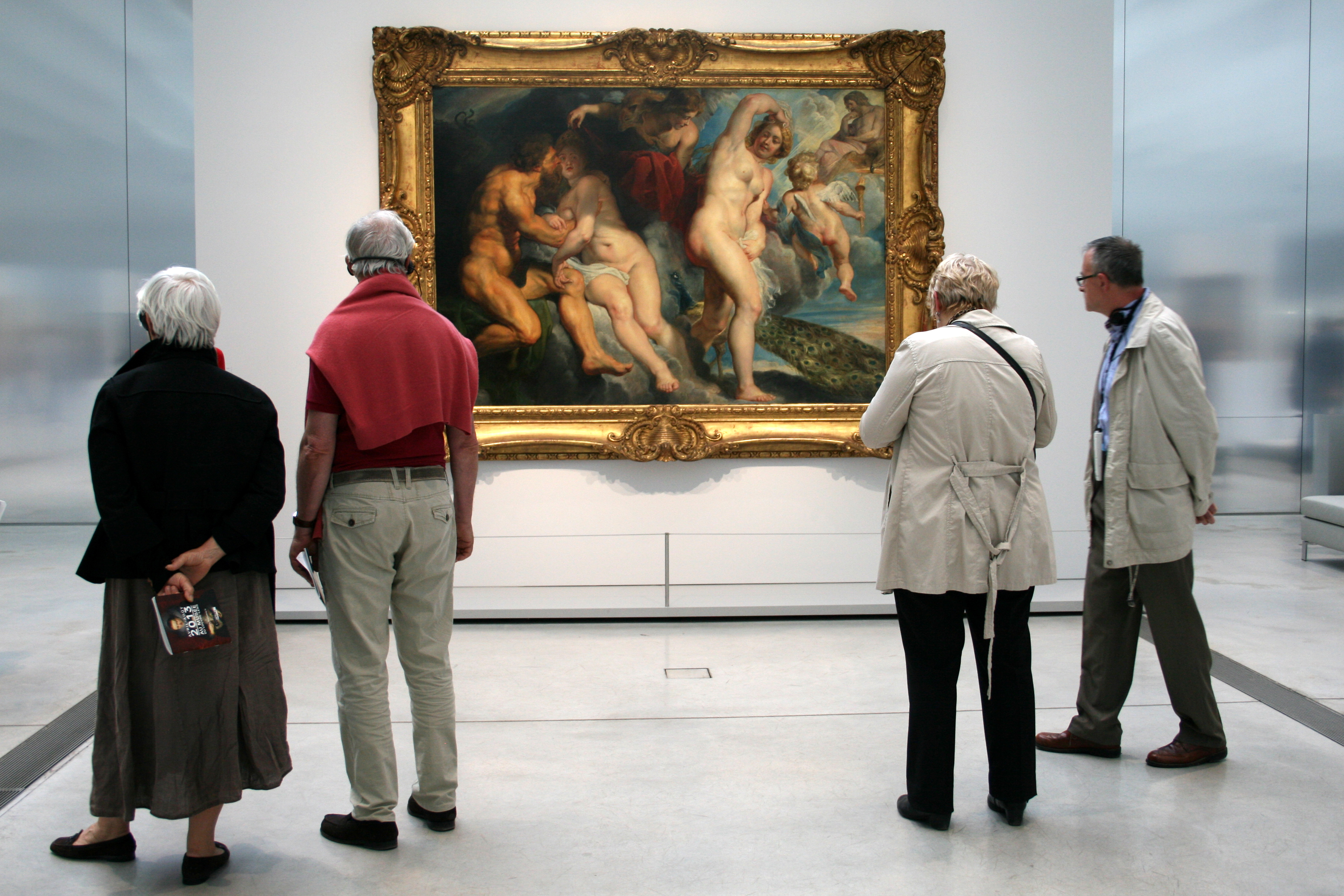
Ixion roi des Laphites trompé par Junon qu’il voulait séduire, par Rubens, musée du Louvre.

Rubens est non seulement un artiste de renom mais aussi un diplomate et un habile négociant, faisant de lui un personnage alors connu dans toute l'Europe. Son atelier anversois mobilise des talents très divers, comme Frans Snyders pour la peinture animalière ; ses collaborateurs les plus importants sont Jacob Jordaens et Antoine van Dyck. Sa fortune artistique est immense, à travers un corpus de peintures et de dessins : l'un des peintres l'ayant le plus admiré, Delacroix le surnommait le « Homère de la peinture », et Rubens incarne le primat de la couleur dans l'histoire de l'art européen du XVIIe siècle, poursuivant en cela la leçon des grands Vénitiens et demeurant l'un des peintres les plus importants de l'art occidental. L'historien d'art Chennevières crée d'ailleurs les termes de poussinistes et rubénistes pour évoquer la querelle entre rubénistes (les coloristes qui privilégient la force de la sensation) et poussinistes (les dessinateurs qui privilégient la forme) qui s'inscrit dans la querelle des Anciens et des Modernes.
Au cours de la vente aux enchères du 10 juillet 2002 chez Sotheby's, la peinture de Rubens Le Massacre des Innocents fut vendue pour un prix de 60,98 millions d'euros (soit 400 millions de F, 49,5 millions £, 76,2 millions USD) à Lord Thomson.

## Œuvres

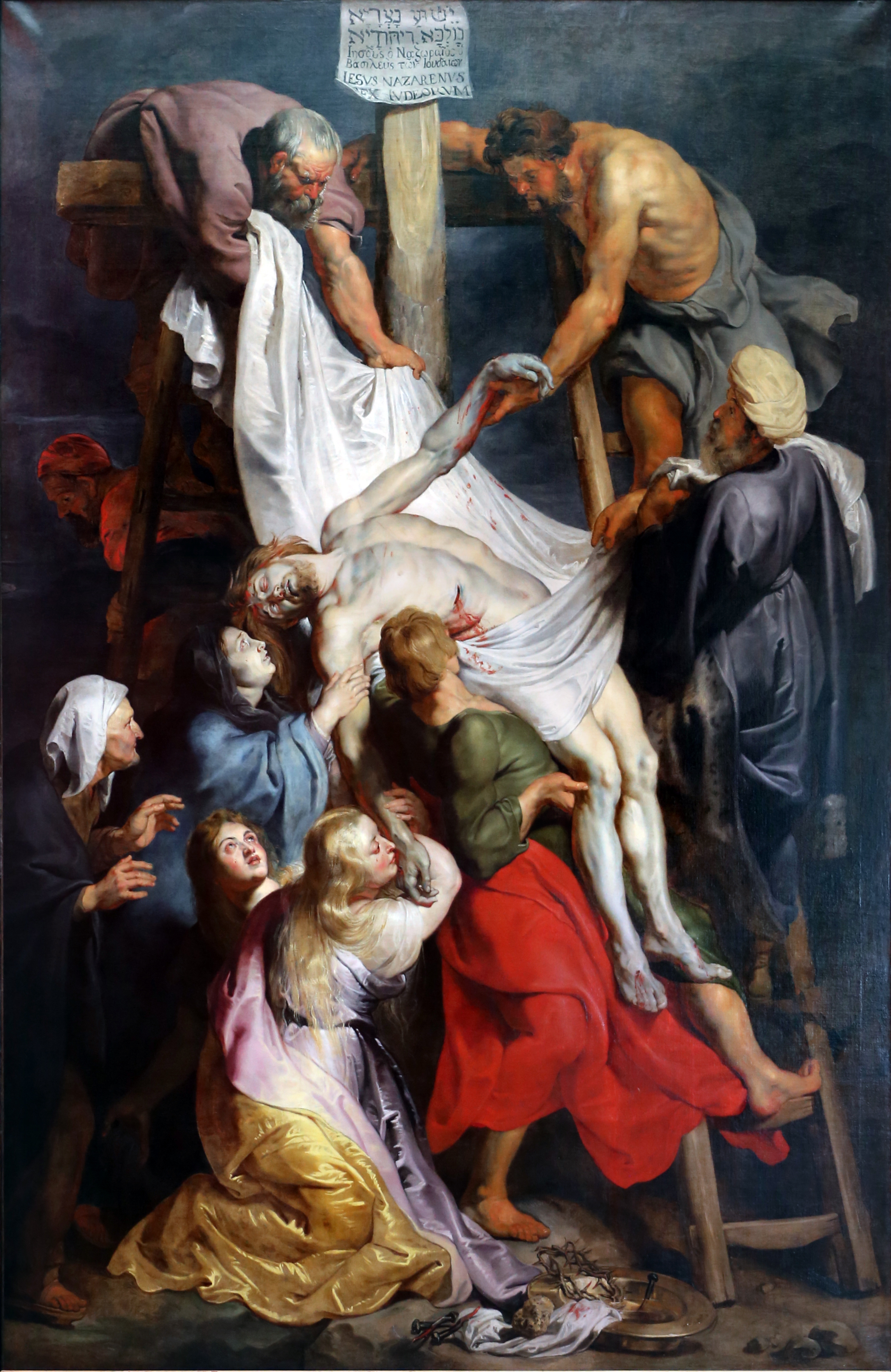
Descente de Croix au palais des Beaux-Arts de Lille.

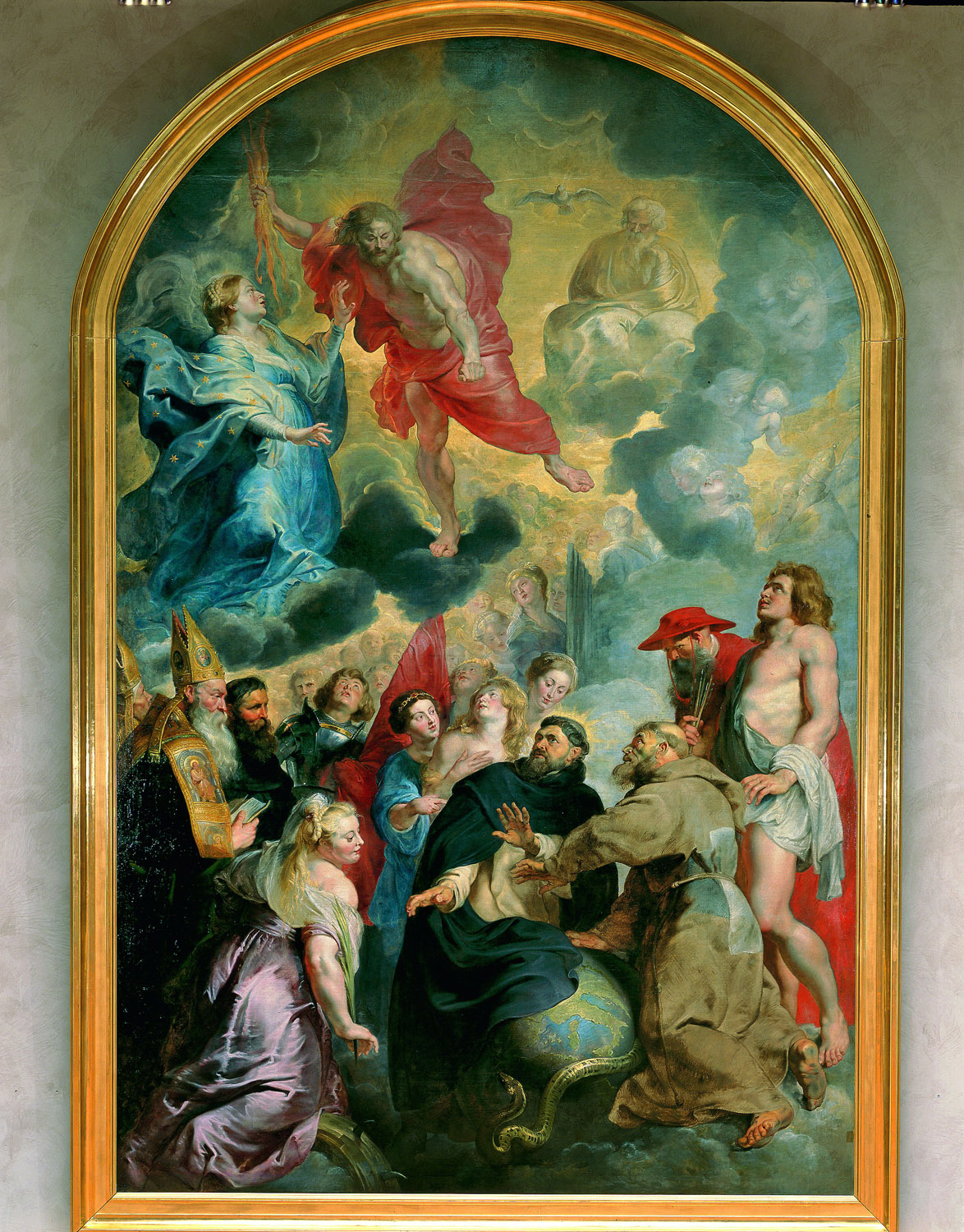
Saint Dominique et saint François préservant le monde de la colère du Christ au musée des Beaux-Arts de Lyon.

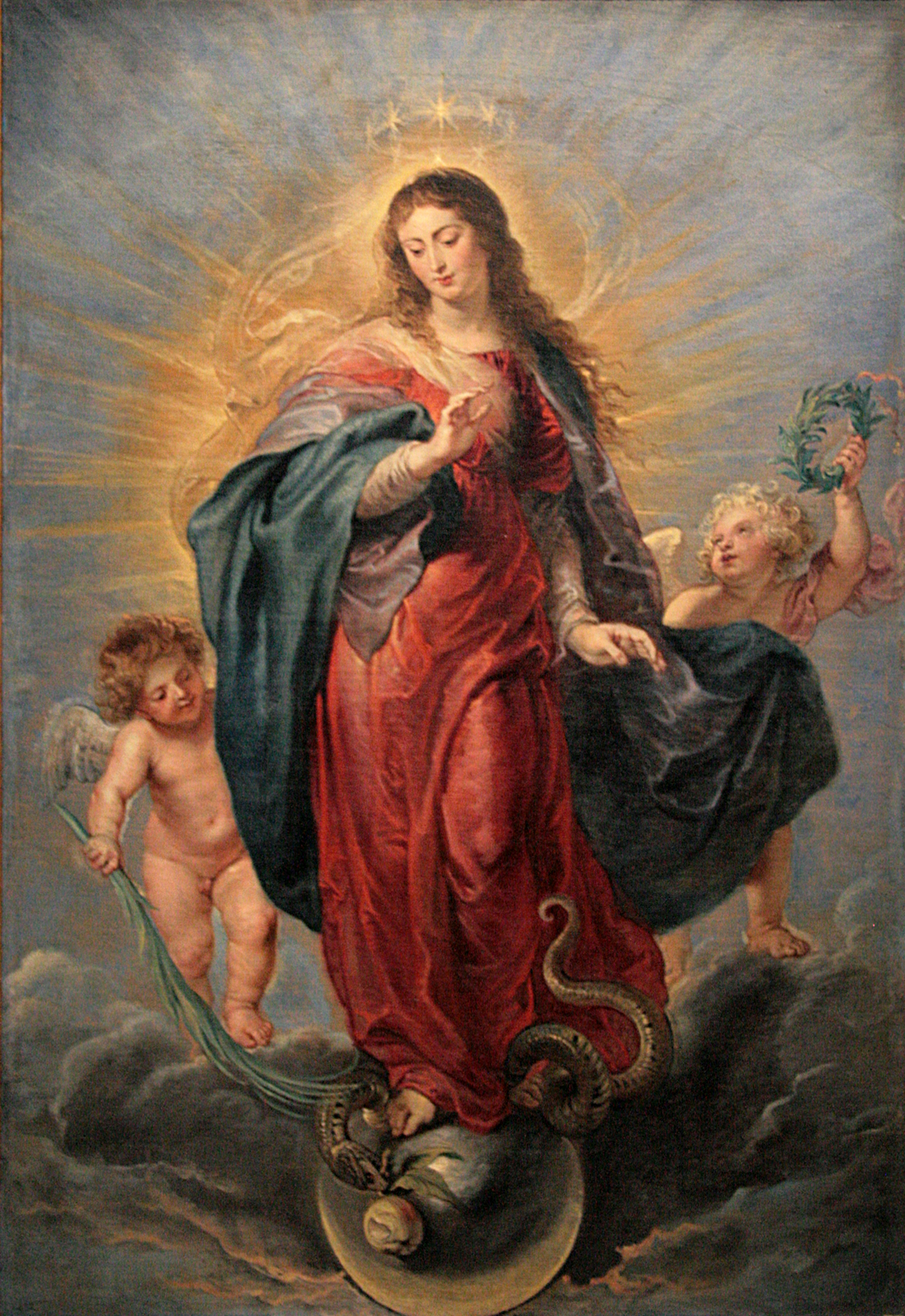
L'Immaculée Conception œuvre réalisée entre 1628 et 1629, au musée du Prado.

Voici une liste, loin d'être exhaustive, qui répertorie quelques œuvres majeures du peintre :
- La Transfiguration (1605), huile sur toile, 407 × 670 cm, musée des Beaux-Arts de Nancy[41].
- Étude d'homme nu pour un Baptême du Christ (vers 1604)[42], pierre noire et estompe, H. 0,324 ; L. 0,162 m, Beaux-Arts de Paris. Dessin rapproché du Baptême du Christ de Rubens conservé au Koninklijk Museum voor Schone Kunsten à Anvers. Le musée du Louvre conserve un carton de taille réduite à la pierre noire rehaussée de blanc préparatoire du tableau d'Anvers, réalisé après le dessin des Beaux-Arts[43].
- Étude pour le Portrait de la marquise Brigida Spinola Doria (vers 1605)[44], pierre noire, pinceau, encre de Chine et rehauts de blanc sur papier vert, H. 0,345 ; L. 0,189 m, Beaux-Arts de Paris. Dessin préparatoire au Portrait de la marquise Brigida Spinola Doria (National Gallery de Washington)[45].
- La Chute de Phaéton, vers 1604-1605, huile sur toile, 125,4 × 159,4 cm, National Gallery of Art, Washington[46],[47].
- La Déposition, 1601-1606, huile sur toile,  180 × 137 cm, Galerie Borghèse, Rome.
- L'Érection de la Croix (1609-1611), huile sur bois, panneau central de 460 × 340 cm, panneaux latéraux de 460 × 150 cm, Cathédrale Notre-Dame d'Anvers[48].
- L'Annonciation (vers 1610, terminée vers 1627-1628), huile sur toile, 310 × 178,6 cm, Anvers, Rubenshuis
- Tête Sphinx (vers 1615-1620)[49].Craie noire et blanche sur papier brun, 47.6 x 37.5 cm, France, Musée d'art classique de Mougins.
- Les Disciples tt, 1611, huile, chapelle de la famille d'Epernon dans l'Église Saint-Eustache de Paris[50], un des deux exemplaires connus sur ce thème[réf. nécessaire]
- Le Miracle de Saint-Just, vers 1629 mais avant 1637, musée des Beaux-Arts de Bordeaux[51].
- Le Martyre de saint Georges, vers 1615, musée des Beaux-Arts de Bordeaux[52].
- Prométhée supplicié, 1611-1612, (avec Frans Snyders), huile sur toile, 242,6 × 209,5 cm, Philadelphia Museum of Art[53].
- La Descente de Croix (1612), triptyque pour la cathédrale Notre-Dame d'Anvers[54].
- La Descente de Croix (1612) pour la Cathédrale Notre-Dame de Saint-Omer[55].
- La Résurrection du Christ (1612), triptyque destiné à la chapelle de la famille Plantin-Moretus, Cathédrale Notre-Dame d'Anvers[56].
- Portrait de Jan Brueghel avec sa famille, huile sur bois, 124 × 95 cm, Institut Courtauld, Londres[57]
- La Sainte Famille, dite Vierge au Perroquet (vers 1614), huile sur bois, 163 × 189 cm, au musée royal des Beaux-Arts, à Anvers[58].
- Portrait du peintre Frans Francken l'ancien (1542-1616), 1615, huile sur bois, 63,5 x 49,5 cm, Musée Fabre, Montpellier.
- Saint François recevant les stigmates (1615) au musée des Beaux-Arts d'Arras[59].
- Christ ressuscité, 1616, huile sur toile, Galerie Palatine, Palais Pitti, Florence.
- Le Christ mis au tombeau (vers 1616), huile sur toile, 398 × 230 cm, Église Saint-Géry de Cambrai.
- Tête d'enfant (vers 1616) (probablement Clara Serena, la fille aînée de l'artiste), huile sur toile montée sur bois, 33 × 26,3 cm, Vaduz, Liechtensteinische Staatliche Kunstsammlung.
- La Chasse au tigre (vers 1616), huile sur toile, 253 cm × 319 cm, Rennes, musée des Beaux-Arts[60].
- Érichthonios découvert par les filles de Cécrops (vers 1616) 217,9 cm × 317 cm, Vienne, musée Liechtenstein[61].
- Vieille femme et jeune garçon aux chandelles (vers 1616-1617), huile sur bois, 79 × 61 cm, La Haye, Mauritshuis[62].
- Descente de Croix (1616-1617), 425 × 295 cm, Lille, palais des Beaux-Arts ; peinte pour la chapelle des Capucins de Lille, elle est proche de la version réalisée pour la cathédrale d'Anvers[63].
- Liberté des Femmes (vers 1617).
- L'Adoration des mages (vers 1617-1618), huile sur toile, 251 cm × 328 cm, Lyon, musée des Beaux-Arts[64].
- Les Miracles de saint Ignace de Loyola (vers 1617-1618), huile sur toile, pour l'église des Jésuites d'Anvers, aujourd'hui à Vienne, musée d'Histoire de l'art.
- Saint Dominique et saint François préservant le monde de la colère du Christ (vers 1618-1620), huile sur toile, 565 cm × 365 cm, Lyon, musée des Beaux-Arts.
- L'Adoration des bergers (1618), huile sur toile, 322 × 237 cm, pour l'ancien couvent des Cordeliers de Soissons, aujourd'hui à la cathédrale Saint-Gervais-et-Saint-Protais de Soissons.
- L'Adoration des bergers (1619), huile sur toile, 340 × 248,5 cm, pour le couvent des capucins d'Aix-la-Chapelle, conservée à Rouen, au musée des Beaux-Arts[65].
- L'Enlèvement des filles de Leucippe (1620), Alte Pinakothek, Munich[66].
- Persée délivrant Andromède (1620), Gemäldegalerie, Berlin[67].
- Allégorie de l'Autriche catholique attaquée par des princes protestants, vers 1620-1622, huile sur bois, 74 x 91,5 cm, Musée Fabre, Montpellier.

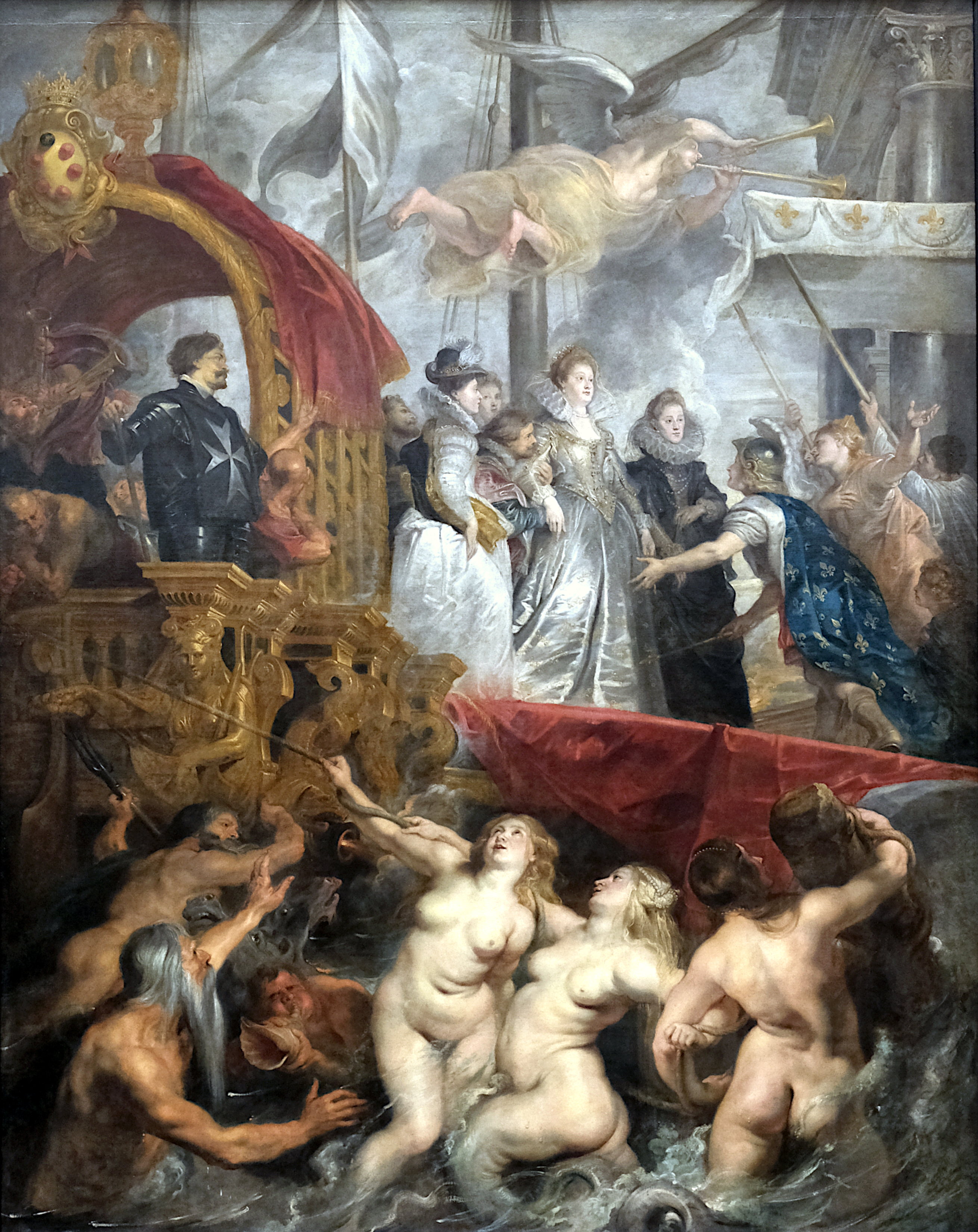
L'Éducation de Marie de Médicis : Le Débarquement de la reine à Marseille, le 3 novembre 1600
, huile sur toile.

- L'Éducation de Marie de Médicis (1620-1621), commandé par Marie de Médicis en 1620 pour l'une des deux galeries de son palais du Luxembourg à Paris (cycle de Marie de Médicis), conservée à Paris au musée du Louvre.
- Persée couronné (vers 1622), huile sur toile, 99,5 × 132 cm, musée de l'Ermitage de Saint-Pétersbourg.
- Gemma Tiberiana – L'Apothéose de Germanicus, 1625-1626, huile sur toile, 100 × 82,6 cm, Ashmolean Museum, Université d'Oxford, Oxford.
- L'Assomption de la Vierge (1626), panneau, 490 × 325 cm, Cathédrale Notre-Dame d'Anvers[68].
- La Vierge et l'Enfant trônant avec les saints (v. 1627-1628), esquisse pour un retable, huile sur bois, 80,2 × 55,5 cm, Berlin, Staatliche Museen, Gemäldegalerie.
- L'Immaculée Conception, vers 1628-1629, huile sur toile, 198 × 124 cm, musée du Prado, Madrid.
- Autoportrait, vers 1628-1630, huile sur bois, 61,5 × 45 cm, Rubenshuis, Anvers.
- Allégorie sur les bénédictions de la paix (1629-1630), huile sur toile, 203,5 × 298 cm, Londres, National Gallery[69].

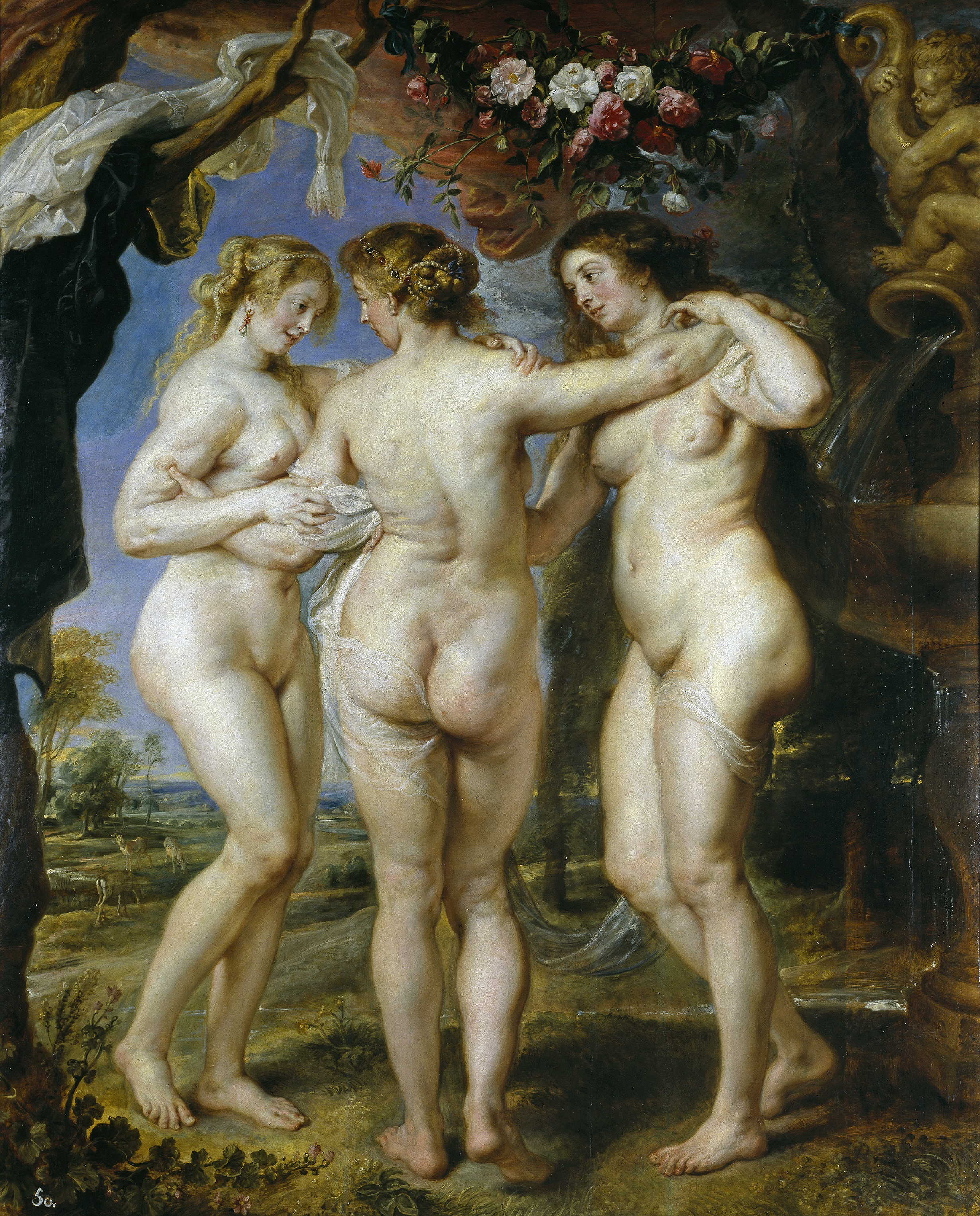
Les Trois Grâces, vers 1635,, Madrid, musée du Prado.

- Portrait d'une femme (vers 1630), peut-être Clara Fourment (1595-1643), huile sur bois, 114,5 × 90,5 cm, La Haye, Mauritshuis.
- La Madone à l'enfant (vers 1630), huile sur toile, 168,5 × 120,5 cm, Varsovie, Palais de Wilanów.
- La Dernière cène (1630-1631), huile sur toile, 304 × 250 cm, Milan, Pinacothèque de Brera.
- Orphée aux enfers (1635).
- Le Christ entre deux larrons (vers 1635), Toulouse, musée des Augustins[70],[71].
- Le Jugement de Pâris (probablement 1632-1635), huile sur toile, 144 × 190 cm, Londres, National Gallery[72].
- Le Martyre de saint André (1638), réalisée à Anvers pour la Capilla flamenca de Madrid, huile sur toile, 306 × 216 cm, Madrid, Hospital de San Andrés de los Flamencos.
- Hélène Fourment et deux de ses enfants, vers 1636, huile sur bois, 115 × 85 cm, musée du Louvre.
- Hélène Fourment au carrosse, 1638, huile sur bois, 195 × 132 cm, musée du Louvre.
- Les Trois Grâces, 1639, Huile sur toile, 221 × 181 cm, musée du Prado[73].
- Autoportrait (vers 1639), huile sur toile, 109,5 × 85 cm, Vienne, musée d'Histoire de l'art.
- Diane et ses nymphes surprises par des satyres (vers. 1640), huile sur toile, 128 × 314 cm, Madrid, musée du Prado (cette peinture permettra à Paul Cézanne d'élaborer La Lutte d'amour).

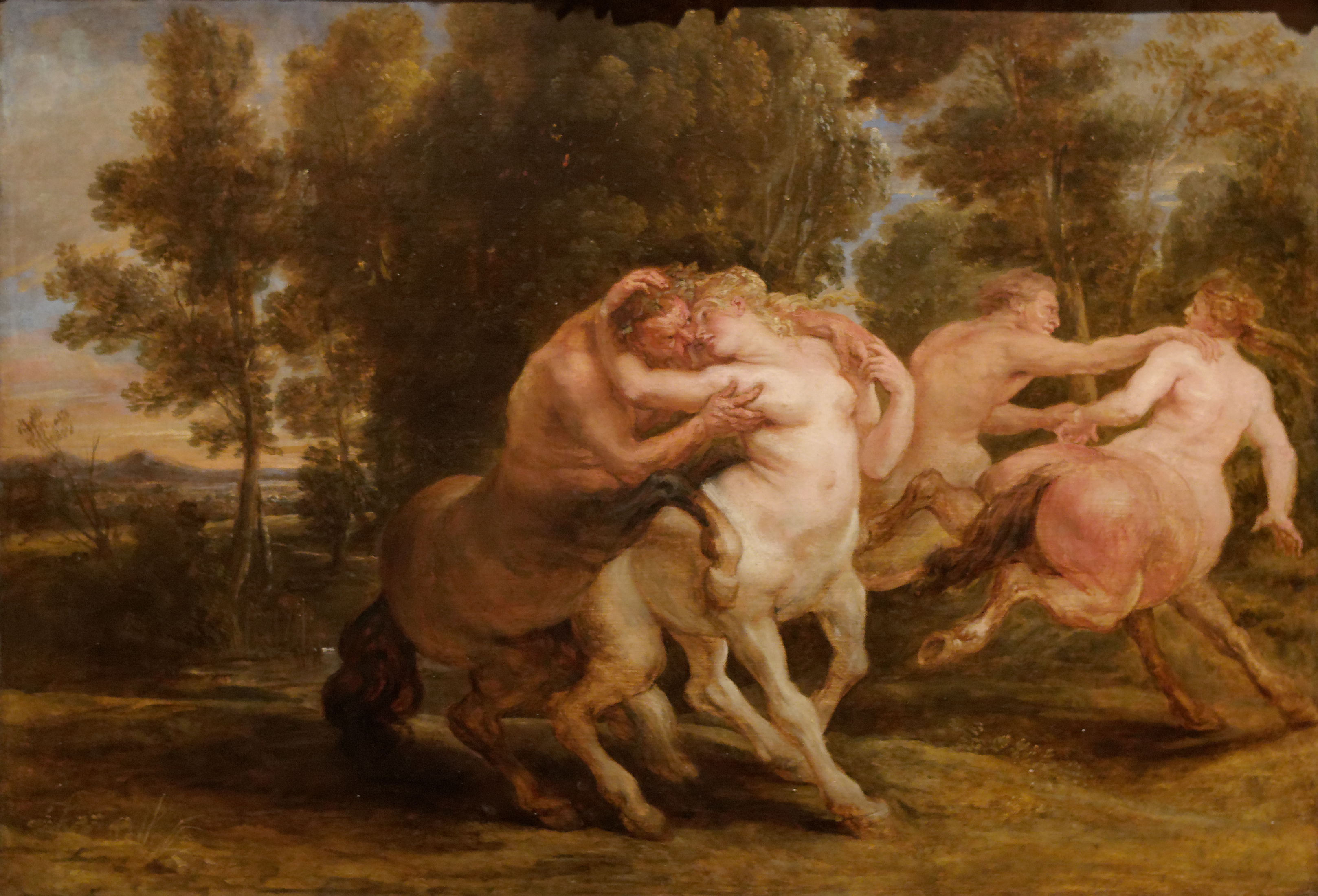
Les amours des Centaures, c. 1635, musée Calouste-Gulbenkian

- La Toilette de Vénus, huile sur toile, 124 cm × 98 cm, Vaduz, Fürst. Lichtensteinische Gemäldegalerie (galerie princière du Liechtenstein).
- La Dernière Communion de saint François d'Assise, Anvers, musée royal des Beaux-Arts.
- Portrait de Gaspard Gevartius, huile sur bois, 119 × 98 cm, Anvers, musée royal des Beaux-Arts.
- Le Char triomphal de Kallo, huile sur bois, 103 × 71 cm, Anvers, musée royal des Beaux-Arts.
- Le Coup de lance, huile sur bois, 429 × 311 cm, Anvers, musée royal des Beaux-Arts.
- L'Adoration des Mages, huile sur bois, 447 × 336 cm, Anvers, musée royal des Beaux-Arts.
- Venus Frigida, huile sur bois, 142 × 184 cm, Anvers, musée royal des Beaux-Arts.
- Le Fils prodigue, huile sur bois, 107 × 155 cm, Anvers, musée royal des Beaux-Arts.
- L'Incrédulité de Thomas, huile sur bois, panneau central 143 × 123 cm, panneaux latéraux 146 × 55 cm, Anvers, musée royal des Beaux-Arts.
- La Délivrance des âmes du Purgatoire, Cathédrale de Tournai : à l'origine diptyque, amputé de sa moitié Le Triomphe de Judas macchabée emportée par les révolutionnaires français et actuellement au musée d'arts de Nantes. Certains députés du parlement wallon en ont demandé la restitution[74]. Mais, avant même toute demande officielle, qui n'a jamais été transmise, la France a opposé une fin de non-recevoir définitive[75]. Plusieurs journaux belges ont souligné qu'ouvrir sur ce sujet la boîte de Pandore conduirait à des situations totalement inextricables. Par exemple : des milliers d’œuvres congolaises pillées figurent aujourd'hui dans les collections belges.
- L'Enlèvement de Perséphone, huile sur toile, 181 x 271,2 cm, Museo Del Prado
- Abraham et Melchisédech, huile sur bois transposée sur toile, 204 × 250 cm, musée des Beaux-Arts de Caen.
- La vierge présentant l'Enfant Jésus à Saint François d'Assise, huile sur toile, 179 × 154 cm, musée des Beaux-Arts de Dijon.
- La mort d'Achille, musée Magnin, Dijon.
- Portrait de Thomas Howard, comte d'Arundel, c. 1629–30, 46,4 × 35,6 cm[76], Clark Art Institute
- Persée délivrant Andromède (1622) Musées royaux des beaux-arts de Belgique.
- Deux esquisses célèbres : L'Enlèvement des Sabines et la Réconciliation des Romains et des Sabins, rare paire de tableaux provenant de la collection du marquis de Rubempré et faisant actuellement partie de la collection de la Banque Belfius de Bruxelles après avoir appartenu à différentes banques belges (Plovits, Hennessy, etc.).
- La montée au Calvaire, 1637, conservé au Musées Royaux des Beaux-Arts de Belgique, le commanditaire de ce retable est Benoît Van Haeften (mort en 1648) le prévot de l’abbaye d’Affligem.

## Hommages
« Rubens, fleuve d'oubli, jardin de la paresse, 
 Oreiller de chair fraîche où l'on ne peut aimer,
 Mais où la vie afflue et s'agite sans cesse,
 Comme l'air dans le ciel et la mer dans la mer. »

— Baudelaire, « Les Phares », dans les Fleurs du mal

« Le Louvre - J'ai fait des kilomètres et des kilomètres devant des toiles prestigieuses [...] et un grand Rubens fumeux (La Mort de Didon) - Mais à mesure que je le regardais, le Rubens me semblait de plus en plus réussi avec les vigoureuses tonalités crème et roses, les yeux lumineux et chatoyants, la robe mauve terne sur le lit. Rubens était heureux, personne ne posait pour lui pour toucher un cachet et sa gaie Kermesse montrait un vieil ivrogne sur le point d'être malade. »

— Jack Kerouac, Le Vagabond américain en voie de disparition, précédé de : Grand voyage en Europe

« Rubens fait vraiment sur moi une forte impression. Je trouve ses dessins colossalement bons, je parle des dessins de têtes et de mains. Par exemple, je suis tout à fait séduit par sa façon de dessiner un visage à coups de pinceau, avec des traits d'un rouge pur, ou dans les mains, de modeler les doigts, par des traits analogues, avec son pinceau. »

— Lettre 459 de Vincent van Gogh à son frère Théo (1885)
- (10151) Rubens, astéroïde.

- Dans l'opéra-bouffe Barbe-Bleue de Jacques Offenbach, le rôle titre chante un air traduisant son admiration pour la rosière aux formes plantureuses : «C'est un Rubens !»

## Atelier Rubens: assistants et collaborateurs

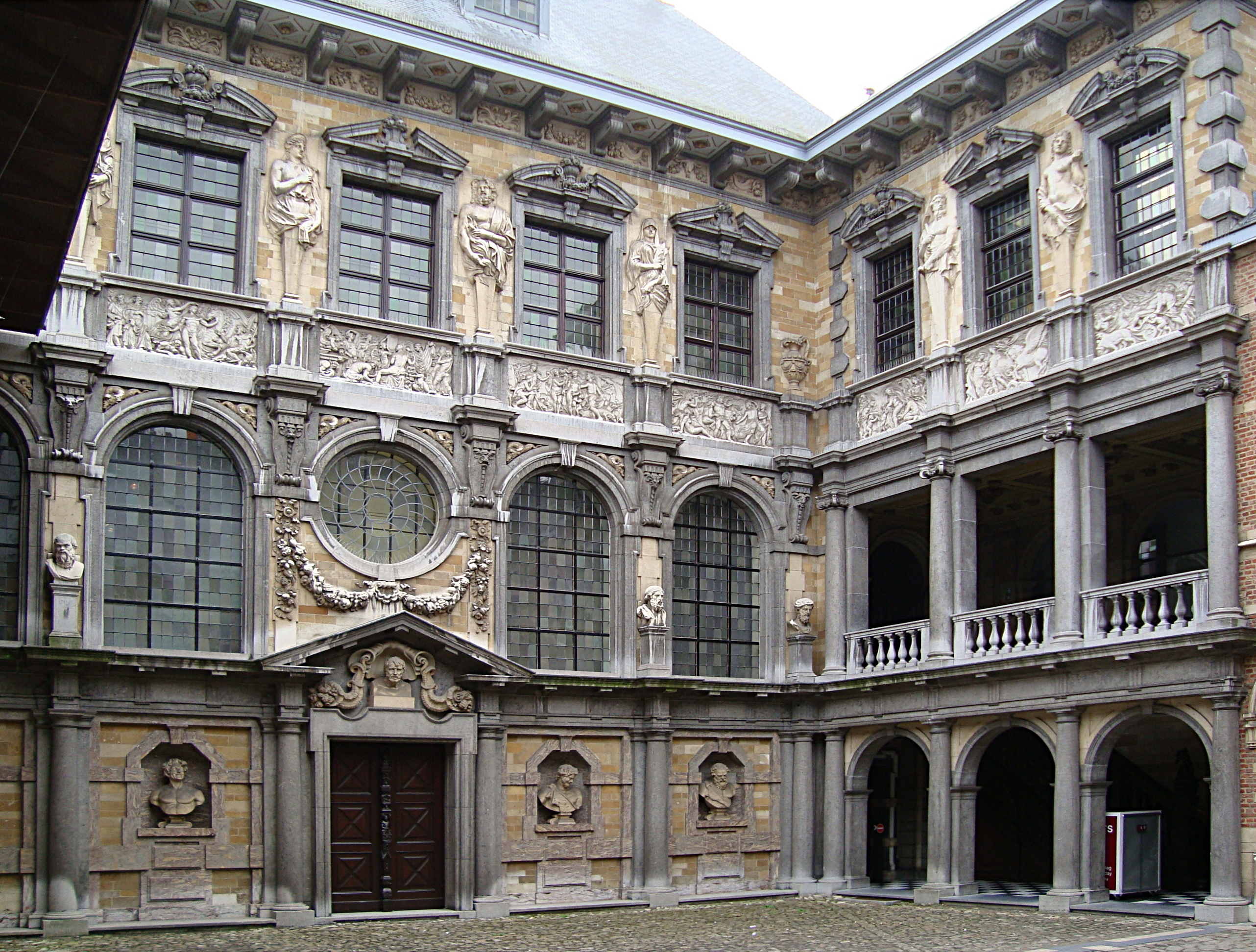
Extension de 1617, destinée à accueillir son atelier, de la maison acquise par Rubens en 1610 à Anvers.

Comme beaucoup de grands peintres, Pierre Paul Rubens travaille avec de nombreux assistants. La particularité de cette situation vient du fait que ses assistants et collaborateurs deviennent, pour nombre d'entre eux, de grands peintres à leur tour quand ils ne l'étaient pas déjà.
Les peintures de Rubens peuvent être divisées en trois catégories : celles qu'il a peintes lui-même, celles qu'il a réalisées partiellement (surtout les mains et le visage), et celles qu'il a seulement supervisées. Il avait, comme c'était l'habitude à l'époque, un grand atelier avec de nombreux apprentis et étudiants, dont certains, comme Anthoine van Dyck, sont devenus célèbres. Il a également fréquemment confié la réalisation de certains éléments de ses toiles, tels que les animaux ou encore les Natures mortes dans les grandes compositions, à des spécialistes comme Frans Snyders ou d'autres artistes comme Jacob Jordaens.

### Artistes ayant collaboré avec Rubens
Parmi les artistes ayant réalisé certains personnages des toiles de Rubens, on peut citer Jacob Jordaens et Antoine van Dyck. La réalisation d'éléments animaliers fut notamment confiée à Frans Snyders et à Paul de Vos alors que les paysages et décors étaient principalement réalisés par Jan Bruegel « de Velours » (ainsi dans la série Allégories des cinq sens), Jan Wildens ou Martin Ryckaert. Rubens fit également appel à d'autres peintres comme Juste d'Egmont, Lambert Jacobsz, Cornelis de Vos et Simon de Vos. Citons également Jacques Nicolaï ayant étudié quatre ans (1644-1648) à l'atelier fondé par Pierre-Paul Rubens à Anvers.

### Élèves

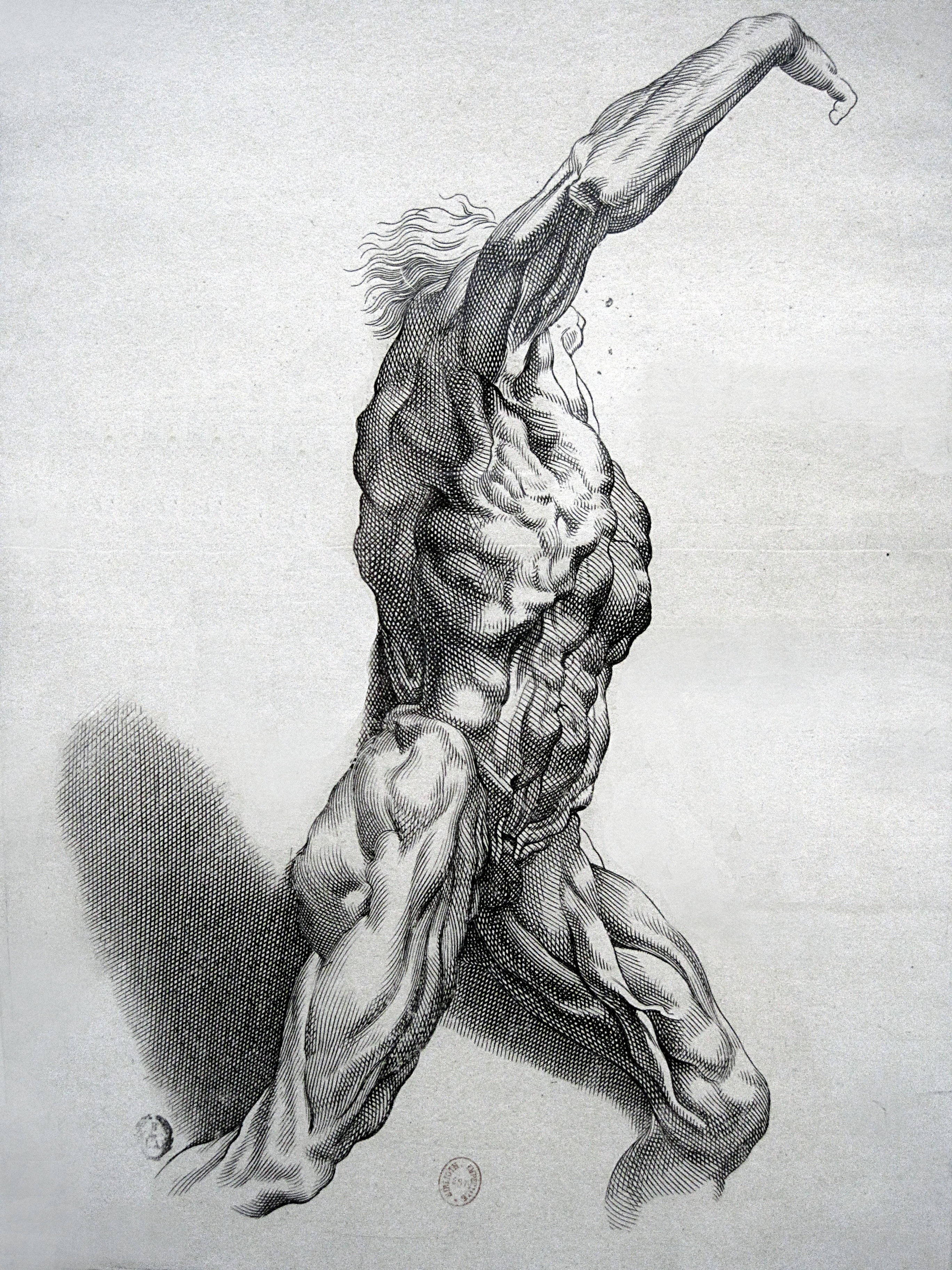
L'écorché de Paulus Pontius d'après Pierre Paul Rubens, Bibliothèque nationale de France.

Abraham van Diepenbeeck (1599 à Bois le Duc - 1675 à Anvers) fut sans doute plus qu'un élève pour Rubens. En effet, il a collaboré à la peinture de ses œuvres au moins à partir de 1627. Il s'est aussi beaucoup inspiré du style de Rubens, ce qui a nui en partie à sa notoriété, comme beaucoup des autres collaborateurs (notamment Theodoor van Thulden et Thomas Willeboirts Bosschaert). Il a aussi collaboré avec Peter Paul Rubens pour la conception de carton à tapisserie et la gravure. Rubens le considérait comme un maître, et adorait sa finesse de trait. Pour des raisons mystiques, ils se sont séparés. Abraham van Diepenbeeck est resté un artiste de talent indépendant qui a peut-être sombré dans la facilité pour ne pas avoir su imposer un style comme Antoine Van Dyck.
Parmi les autres élèves de Rubens, il faut citer Michel Lasne qui devient ensuite graveur, Gerard Seghers, Cornelis Schut qui mêla dessin et gravure, Lucas Faydherbe qui se consacra à la sculpture, Frans Wouters ou encore Jan van den Hoecke

### Graveurs
Quoique très peu porté sur l'art de la gravure, il a fondé l'école des burinistes d'Anvers. « Pour lui, l'estampe est un moyen de diffusion et de connaissance… Il utilise essentiellement la gravure comme moyen de traduction. » Deux estampes ont l'inscription de P. Paul Rubens fecit (Vieille femme à la chandelle, Rome, Fondo Corsini).
Rubens fit reproduire ses œuvres par de nombreux graveurs. Parmi eux citons : Christoffel Jegher, Willem Swanenburg (nl), Cornelis Galle, Lucas Vorsterman, Jacob Matham, Pieter Soutman, Paul Dupont (Pontius), Witdoeck, Marinas, Boëtius Adams Bolswert et son frère Schelte, Abraham van Diepenbeeck et Michel Lasne.

## Expositions notables
- L'exposition « L'Europe de Rubens » a regroupé une cinquantaine des œuvres de Rubens au Louvre-Lens en 2013. Celles-ci provenaient de nombreux musées d'Europe et des États-Unis[85].
- « Sensation et sensualité. Rubens et son héritage » s'est tenue au Palais des beaux-arts de Bruxelles en 2004-2005. Un catalogue a été édité. L'exposition a été ensuite prolongée à la Royal Academy of Arts de Londres en 2015.
- Le musée d'Histoire de l'art de Vienne accueille l'exposition « Rubens. Kraft der Verwandlung », du 17 octobre 2017 au 21 janvier 2018.
- Le musée du Luxembourg de Paris accueille « Rubens, le peintre gentilhomme : les portraits princiers du maître » en 2017-2018[86].

#### Bases de données et dictionnaires
- Ressources relatives aux beaux-arts :   - AGORHA
  - Art Institute of Chicago
  - Art UK
  - Artists of the World Online
  - Auckland Art Gallery
  - Belgian Art Links & Tools
  - Bénézit
  - British Museum
  - Collection de peintures de l'État de Bavière
  - Cooper–Hewitt, Smithsonian Design Museum
  - Dictionnaire des peintres belges
  - ECARTICO
  - Galerie nationale de Finlande
  - Grove Art Online
  - J. Paul Getty Museum
  - Kunstindeks Danmark
  - Musée d'art Nelson-Atkins
  - Musée des beaux-arts du Canada
  - Musée du Prado
  - Musée national du Victoria
  - Musée Städel
  - Musée Thyssen-Bornemisza
  - Museum of Modern Art
  - MutualArt
  - National Gallery of Art
  - National Portrait Gallery
  - Nationalmuseum
  - RKDartists
  - Royal Academy of Arts
  - Sandrart.net
  - Smithsonian American Art Museum
  - Tate
  - Te Papa Tongarewa
  - Union List of Artist Names
- Ressources relatives à la musique :   - Discogs
  - MusicBrainz
- Ressources relatives à l'audiovisuel :   - Filmportal
  - IMDb
- Ressource relative à la littérature :   - Internet Speculative Fiction Database
- Ressource relative à la recherche :   - Persée
- Notices dans des dictionnaires ou encyclopédies généralistes :   - Biographie nationale de Belgique
  - Biografisch Portaal van Nederland
  - Britannica
  - Brockhaus
  - Den Store Danske Encyklopædi
  - Deutsche Biographie
  - E-archiv.li
  - Enciclopedia italiana
  - Enciclopedia De Agostini
  - Gran Enciclopèdia Catalana
  - Hrvatska Enciklopedija
  - Internetowa encyklopedia PWN
  - Larousse
  - Nationalencyklopedin
  - Oxford Dictionary of National Biography
  - Store norske leksikon
  - Treccani
  - Universalis
- Notices d'autorité :   - VIAF
  - ISNI
  - BnF (données)
  - IdRef
  - LCCN
  - GND
  - Italie
  - Japon
  - CiNii
  - Espagne
  - Belgique
  - Pays-Bas
  - Pologne
  - Israël
  - NUKAT
  - Catalogne
  - Suède
  - Vatican
  - WorldCat

#### Autres
- [vidéo] Vidéo-conférence sur le thème : La Couleur chez Rubens (intervention de Nadeije Dagen-Laneyrie).
- (en) « Rubens » dans Artcyclopedia.